# Giacomo Puccini
Giacomo Puccini (Lucca, 22 dicembre 1858 – Bruxelles, 29 novembre 1924) è stato un compositore italiano, considerato uno dei maggiori e più significativi operisti di tutti i tempi.
Le sue prime composizioni erano radicate nella tradizione dell'opera italiana del tardo XIX secolo. Tuttavia, successivamente Puccini sviluppò con successo il suo lavoro in una direzione personale, includendo alcuni temi propri del verismo musicale, un certo gusto per l'esotismo e studiando l'opera di Richard Wagner sia sotto il profilo armonico sia orchestrale e per l'uso della tecnica del leitmotiv. Ricevette la formazione musicale presso il conservatorio di Milano, sotto la guida di maestri come Antonio Bazzini e Amilcare Ponchielli. Al Conservatorio fece inoltre amicizia con Pietro Mascagni.
Le opere più famose di Puccini, considerate di repertorio per i maggiori teatri del mondo, sono La bohème (1896), Tosca (1900), Madama Butterfly (1904) e Turandot (1924). Quest'ultima non fu completata perché il compositore si spense, stroncato da un tumore alla gola (Puccini era un fumatore accanito), prima di poter terminare le ultime pagine. All'opera furono poi aggiunti finali diversi: quello di Franco Alfano (il primo, coevo alla prima assoluta e ancor oggi più eseguito); successivamente nel XXI secolo quello a opera di Luciano Berio. Esistono peraltro svariati altri apporti sin ai giorni attuali .

## Biografia

### La prima formazione

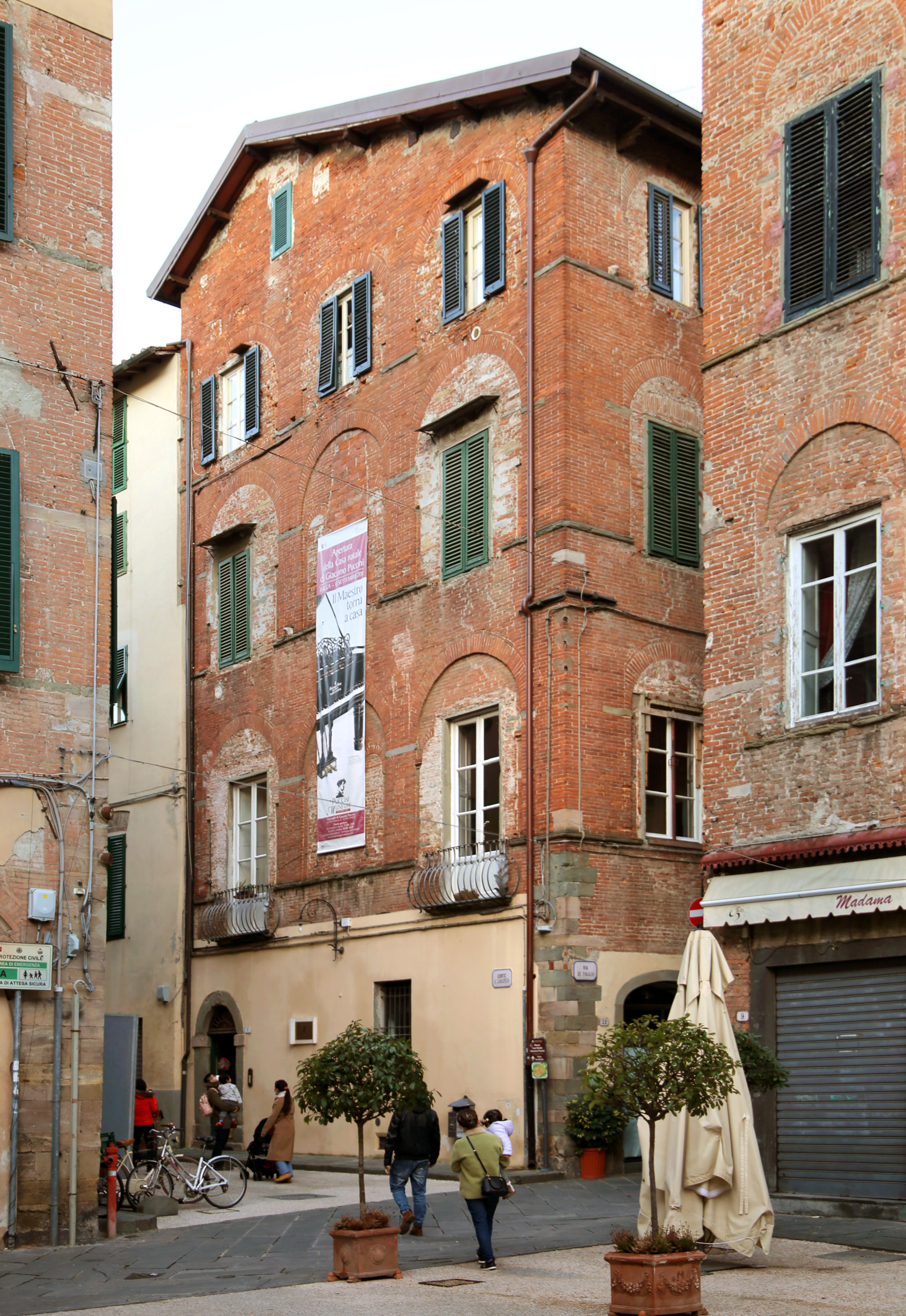
Casa natale di Puccini a Lucca.

Nacque a Lucca il 22 dicembre 1858, sestogenito dei nove figli di Michele Puccini (Lucca, 27 novembre 1813 - ivi, 23 gennaio 1864) e di Albina Magi (Lucca, 2 novembre 1830 - ivi, 17 luglio 1884). Da quattro generazioni i Puccini erano maestri di cappella del Duomo di Lucca e fino al 1799 i loro antenati avevano lavorato per la prestigiosa Cappella Palatina della Repubblica di Lucca. Il padre di Giacomo era, già dai tempi del Duca di Lucca Carlo Lodovico di Borbone, uno stimato professore di composizione presso l'Istituto Musicale Pacini. La morte del padre, avvenuta quando Giacomo aveva cinque anni, mise in condizioni di ristrettezze la famiglia. Il giovane musicista fu mandato a studiare presso lo zio materno, Fortunato Magi, che lo considerava un allievo non particolarmente dotato e soprattutto poco disciplinato (un «falento», come giunse a definirlo, ossia un fannullone senza talento). In ogni caso, Magi introdusse Giacomo allo studio della tastiera e al canto corale. Alemanno Cortopassi, discepolo del celebre maestro Michele Puccini, al cui figlio Giacomo impartì le prime nozioni musicali, lo iniziò, ancora adolescente, ai primi studi, facendolo poi proseguire a Lucca e a Milano.
Giacomo inizialmente frequentò il seminario di San Michele e successivamente quello della cattedrale, dove iniziò lo studio dell'organo. I risultati scolastici non furono certo eccellenti; in particolare dimostrava una profonda insofferenza per lo studio della matematica. Del Puccini studente è stato detto: "Entra in classe solo per consumare i pantaloni sulla sedia; non presta la minima attenzione a nessun argomento, e continua a tamburellare sul suo banco come fosse un pianoforte; non legge mai". Terminati in cinque anni, uno in più di quelli necessari, gli studi di base, si iscrisse all'Istituto Musicale di Lucca, dove il padre era stato, come detto, insegnante. Ottenne ottimi risultati con il professor Carlo Angeloni, già allievo di Michele Puccini, mostrando un talento concesso a pochi. A quattordici anni Giacomo poté già cominciare a contribuire all'economia familiare suonando l'organo in varie chiese di Lucca e in particolare nella parrocchia di Mutigliano. Inoltre intratteneva al pianoforte gli avventori del "Caffè Caselli", situato in via Fillungo, strada principale della città.
Nel 1874 prese in carico un allievo, Carlo della Nina; tuttavia non si dimostrò mai un buon insegnante. A questo periodo risale la prima composizione conosciuta attribuibile a Puccini, una lirica per mezzosoprano e pianoforte denominata "A te". Nel 1876 assistette al Teatro Nuovo di Pisa all'allestimento di Aida di Giuseppe Verdi, un avvenimento che si dimostrò decisivo per la sua futura carriera, facendo convogliare i suoi interessi verso l'opera.
A questo periodo risalgono le prime composizioni note e datate, tra cui spiccano una cantata (I figli d'Italia bella, 1877) e un mottetto (Mottetto per San Paolino, 1877). Nel 1879 scrisse un valzer, oggi perduto, per la banda cittadina. L'anno successivo, all'ottenimento del diploma presso l'Istituto Pacini, compose come saggio finale la Messa di gloria a quattro voci con orchestra, che, eseguita al Teatro Goldoni di Lucca, suscitò l'entusiasmo della critica lucchese.

### Il conservatorio e gli esordi operistici

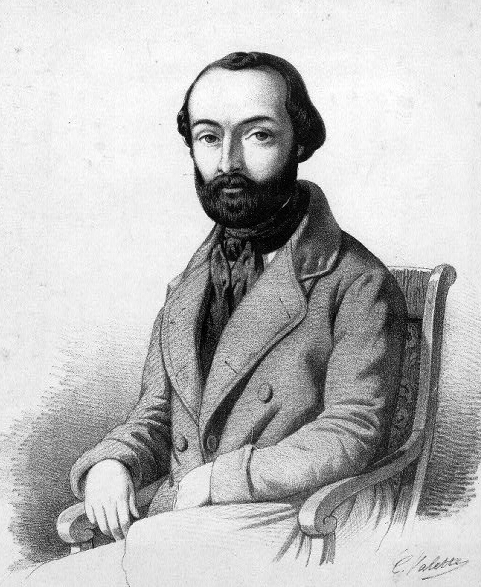
Antonio Bazzini, fu l'insegnante di Puccini nei primi due anni al Conservatorio di Milano.

Milano, all'epoca, era la destinazione privilegiata per i musicisti alla ricerca di fortuna e proprio in quegli anni stava attraversando un'epoca di forte crescita, dopo essersi lasciata alle spalle la recessione che l'aveva colpita così duramente. Vista la predisposizione musicale del figlio, Albina Magi tentò con ogni forza di far ottenere a Giacomo una borsa di studio per frequentare il conservatorio meneghino. Dapprima tentò ripetutamente con le autorità cittadine, ottenendo tuttavia un diniego probabilmente a causa delle magre casse pubbliche, anche se taluni sostengono che fu a causa della sua già cattiva reputazione di ragazzo irriverente. Non sconfitta, la preoccupata madre si rivolse alla duchessa Carafa, che le consigliò di rivolgersi alla regina Margherita per ottenere il finanziamento che talvolta i regnanti concedevano alle famiglie bisognose. Anche grazie all'intercessione della dama di compagnia della regina, marchesa Pallavicini, la richiesta venne accolta seppur parzialmente. Ci volle, infine, l'intervento del dottor Cerù, un amico di famiglia, che integrò il sussidio reale affinché Giacomo potesse finalmente garantirsi il perfezionamento musicale.

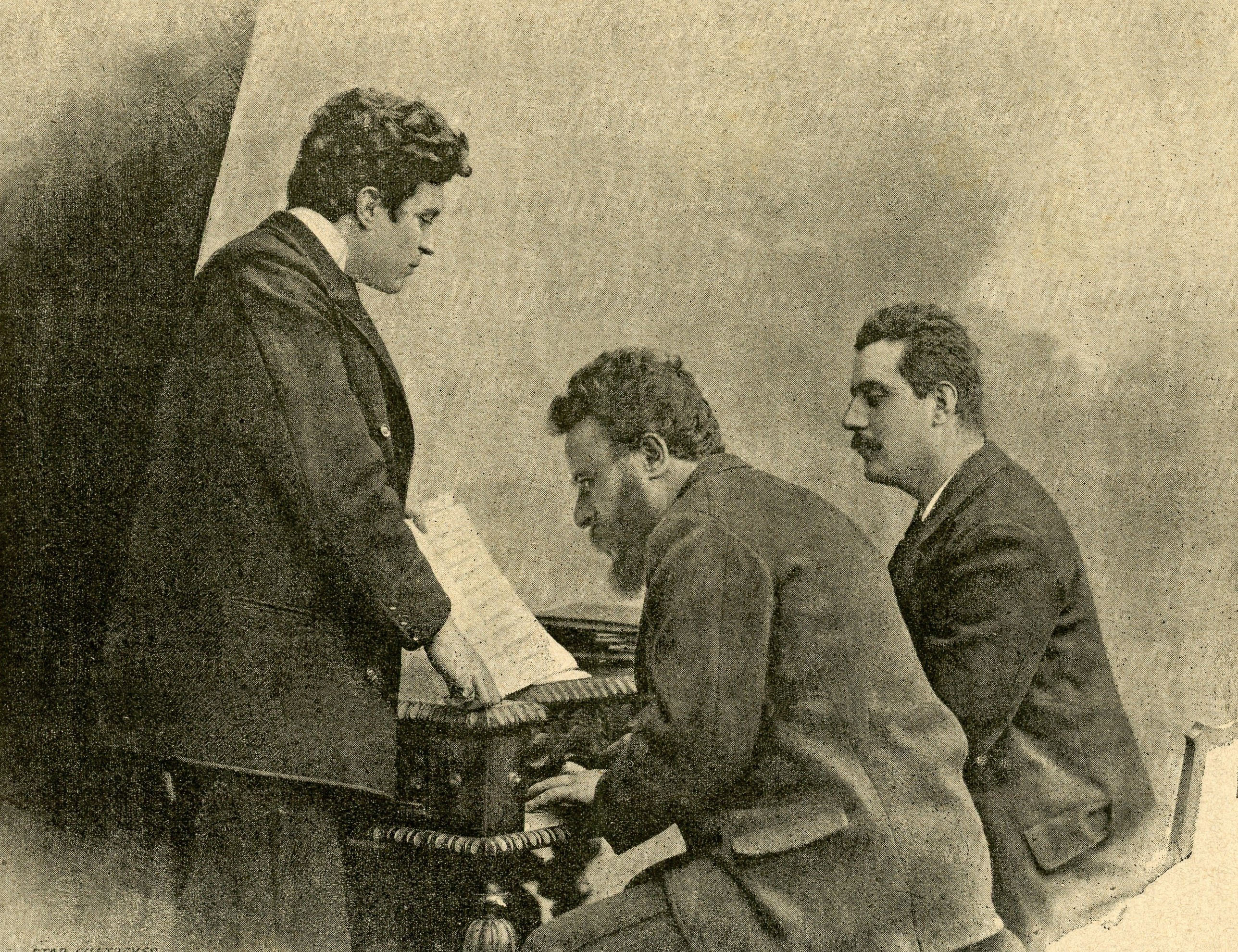
Puccini con Alberto Franchetti, al pianoforte, e Pietro Mascagni in piedi.

Così, nel 1880 Puccini si trasferì a Milano e iniziò a frequentare il Conservatorio. Nei primi due anni il giovane compositore fu affidato agli insegnamenti di Antonio Bazzini e, nonostante si applicasse, la sua produzione musicale fu assai scarsa, a eccezione di un quartetto di archi in re, l'unica composizione che si possa assegnare a questo periodo con certezza. Nel novembre del 1881 Bazzini prese il posto del defunto direttore del conservatorio e dovette quindi abbandonare l'insegnamento. Puccini diventò così alunno di Amilcare Ponchielli, il cui influsso si ritroverà costantemente nei futuri lavori del compositore. Grazie, seppur indirettamente, al nuovo maestro, Giacomo fece conoscenza di
Pietro Mascagni con cui porterà avanti una sincera e duratura amicizia, nonostante i due caratteri opposti (riservato il primo, collerico e irrefrenabile il secondo) ma accomunati dai gusti musicali ed in particolare per il comune apprezzamento dei lavori di Richard Wagner.
Di questo ultimo biennio passato al conservatorio i principali lavori che possono essere citati furono un Preludio sinfonico, eseguito il 15 luglio 1882 in occasione del concerto organizzato dal conservatorio per presentare i lavori degli studenti e un Adagetto per orchestra datato l'8 giugno dell'anno successivo che sarà il primo lavoro pucciniano a essere pubblicato. Il 13 luglio 1883 avviene la prima assoluta del Capriccio sinfonico, diretta da Franco Faccio, composta da Puccini come suo compito d'esame finale. E così terminò la formazione al conservatorio del giovane musicista, che si diplomò quello stesso anno con un punteggio di 163 su 200, sufficiente a ricevere anche la medaglia di bronzo. Ponchielli ricorderà il suo celebre allievo come uno dei suoi migliori studenti, anche se ebbe spesso a lamentarsi di una non proprio ferrea assiduità allo studio e alla composizione.
Nell'aprile 1883 partecipò al concorso per opere di soggetto a scelta del concorrente in un atto indetto dall'editore musicale Sonzogno e pubblicizzato sulla rivista Il Teatro Illustrato. Ponchielli presentò a Puccini il poeta scapigliato Ferdinando Fontana e tra i due vi fu subito intesa tanto che quest'ultimo si occuperà di scrivere il libretto di Le Villi. L'esito del concorso fu fortemente negativo, tanto che non venne nemmeno citato dalla commissione. Nonostante ciò Fontana non si arrese e riuscì a organizzare una rappresentazione privata in cui Puccini poté suonare le musiche dell'opera davanti, tra gli altri, a Arrigo Boito, Alfredo Catalani e Giovannina Lucca riscuotendo questa volta un vivo apprezzamento. Così il 31 maggio 1884 fu rappresentata al Teatro dal Verme di Milano sotto il patrocinio dell'editore Giulio Ricordi, concorrente di Sonzogno, dove ricevette un'accoglienza entusiastica sia dal pubblico sia dalla critica.
Il successo consentì a Puccini di stipulare un contratto con l'editore Casa Ricordi dando luogo a una collaborazione che sarebbe continuata per tutta la vita del compositore. La felicità per il decollo della sua carriera durò, tuttavia, ben poco tempo, infatti il 17 luglio dello stesso anno Puccini dovette piangere la morte della madre Albina: un duro colpo per l'artista.

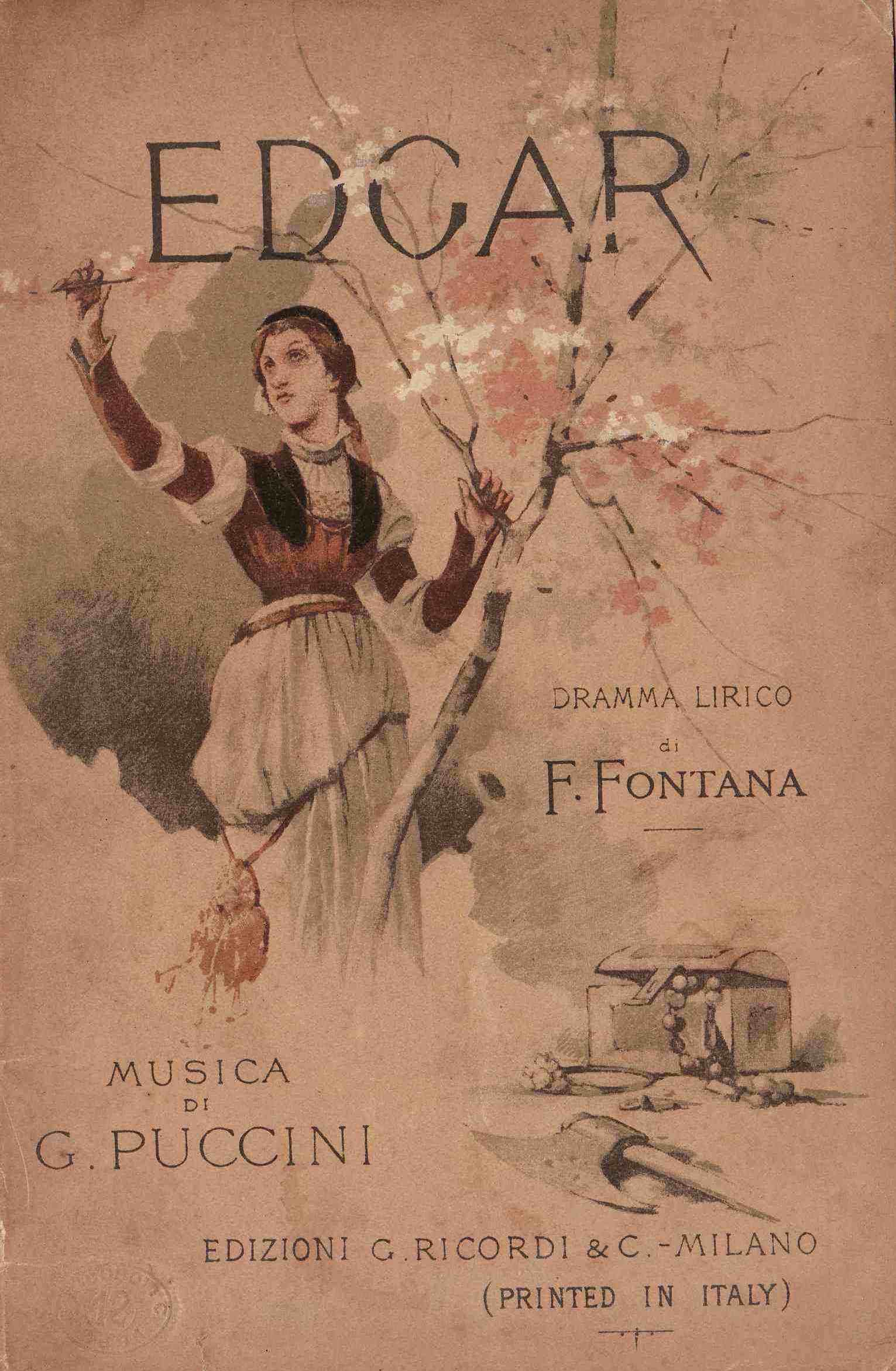
Frontespizio del libretto di Edgar.

Rincuorato dal vivo successo de "Le Villi"', Ricordi commissionò, fortemente convinto dell'impellenza, una nuova opera al duo Puccini-Fontana: "se io insisto, è perché bisogna battere il ferro mentre è caldo... et frappér l'imagination du public", scrisse l'editore. Ci vollero ben quattro anni perché si completasse il l'Edgar, il cui libretto è basato sull'opera La coupe et les lèvres di Alfred de Musset. Finalmente il lavoro andò in scena, sotto la direzione di Franco Faccio, il 21 aprile 1889 al Teatro alla Scala di Milano raccogliendo, suo malgrado, solo un successo di stima mentre la risposta del pubblico si dimostrò particolarmente fredda. Nei decenni successivi l'opera andò incontro a radicali rimaneggiamenti senza tuttavia mai entrare in repertorio.

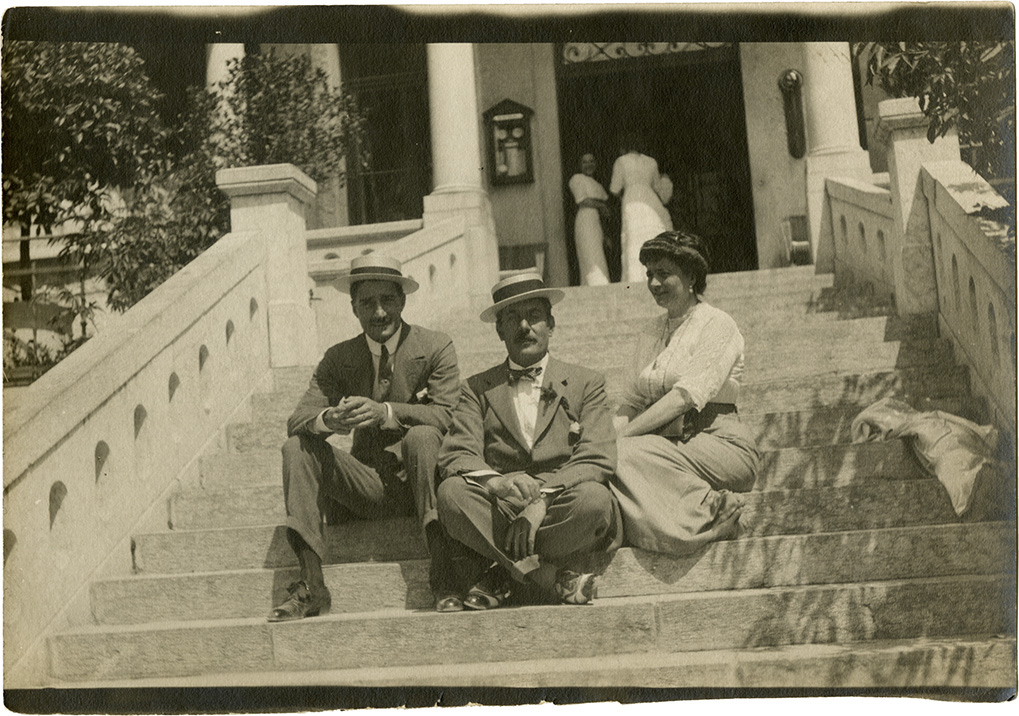
Antonio Puccini con Giacomo ed Elvira Puccini

Nel frattempo, nel 1884, Puccini aveva cominciato una convivenza (destinata a durare, tra varie vicissitudini, tutta la vita) con Elvira Bonturi, moglie del droghiere lucchese Narciso Gemignani. Elvira portò con sé la figlia Fosca, e tra il 1886 e il 1887 la famiglia visse a Monza, in corso Milano 18, dove nacque l'unico figlio del compositore, Antonio detto Tonio, e dove Puccini lavorò alla composizione dell'Edgar. Una lapide, posta sull'abitazione (ancora oggi esistente), ricorda l'illustre inquilino.

### Chiatri, Torre del Lago e Uzzano

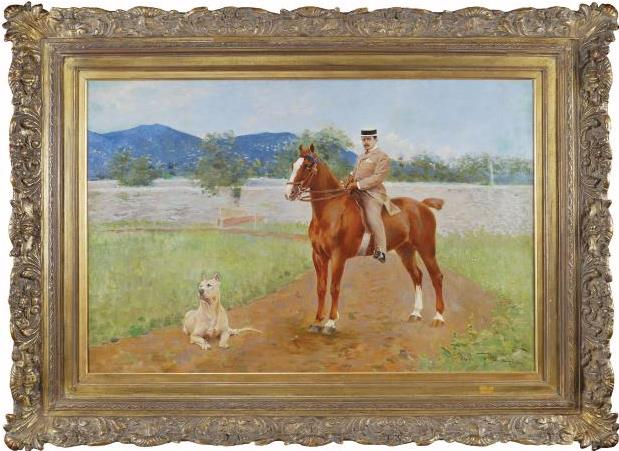
Aleardo Villa: Giacomo Puccini a cavallo presso il lago di Massaciuccoli, olio su tela, 70 × 100 cm, collezione privata.

Puccini però non amava la vita in città, appassionato com'era di caccia e avendo indole essenzialmente solitaria. Quando, con Manon Lescaut ebbe il primo grande successo e vide aumentare le sue disponibilità economiche, pensò quindi di tornare verso la terra natale e, acquistato un immobile sulle colline tra la città di Lucca e la Versilia, ne fece un elegante villino che considerò per qualche tempo luogo ideale per vivere e lavorare. Purtroppo la compagna Elvira mal sopportava il fatto che per raggiungere la città si dovesse andare a piedi o a dorso d'asino, fu quindi giocoforza per Puccini spostarsi da Chiatri verso il sottostante lago di Massaciuccoli.
Nel 1891 Puccini si trasferì dunque a Torre del Lago (ora Torre del Lago Puccini, frazione di Viareggio): ne amava il mondo rustico, la solitudine e lo considerava il posto ideale per coltivare la sua passione per la caccia e per gli incontri, anche goliardici, tra artisti. Di Torre del Lago il maestro fece il suo rifugio, prima in una vecchia casa affittata, poi facendosi costruire la villa che andò ad abitare nel 1900. Puccini la descrive così:
Il maestro la amava a tal punto, da non riuscire a distaccarvisi per troppo tempo, e affermare di essere «affetto da torrelaghìte acuta». Un amore che i suoi familiari rispetteranno anche dopo la sua morte, seppellendolo nella cappella della villa. Qui furono composte, almeno in parte, tutte le sue opere di maggior successo, tranne Turandot.

### Uzzano e Pescia

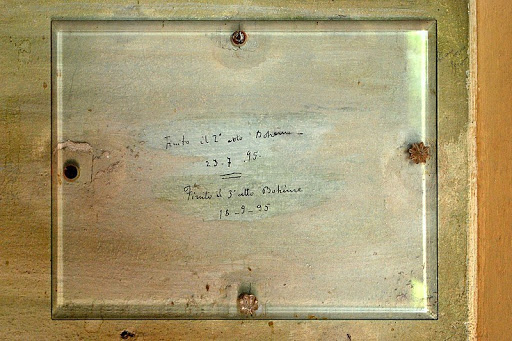
Scritta autografa di Giacomo Puccini che riporta le date del completamento degli atti II e III della Bohème nel salotto "Puccini" all'interno della Villa del Castellaccio a Uzzano.

Uzzano ha ospitato per alcuni mesi il compositore che proprio qui compone il secondo e il terzo atto della Bohème. Nella primavera del 1895 scrive più volte da Milano alla sorella Ramelde e al cognato Raffaello Franceschini, che vivono a Pescia, chiedendo loro di aiutarlo a trovare un luogo tranquillo dove poter portare avanti la stesura della sua nuova opera, tratta dal romanzo d'appendice Scènes de la vie de Bohème di Henri Murger. Dopo varie ricerche, la sistemazione adatta viene individuata in villa Orsi Bertolini, sulle colline uzzanesi, in località Castellaccio. Circondata da ulivi, cipressi e da un grande giardino con al centro una vasca dove Puccini s'immerge sovente, la villa del Castellaccio si rivela l'ambiente consono ad ispirargli il prosieguo del lavoro, come testimoniano le due scritte autografe che egli lascerà su una parete: "Finito il 2° atto Bohème 23-7-1895" "Finito il 3° atto Bohème 18-9-1895". Prima di lasciare Uzzano, Puccini inizia anche il quarto atto.
Successivamente il musicista continuerà a frequentare la Valdinievole. A Pescia, grazie alla sorella Ramelde, frequentatrice di ambienti culturali, Puccini conosce personalità locali di spicco e coltiva la passione per la caccia, tanto che nel 1900 diventerà presidente onorario della neonata Società Venatoria di Valdinievole. A Montecatini, dove si reca regolarmente per sottoporsi alle cure termali, incontra musicisti, librettisti e letterati provenienti da tutta l'Italia e dall'estero. A Monsummano Terme stringe amicizia con Ferdinando Martini.

### Il successo: le collaborazioni con Illica e Giacosa

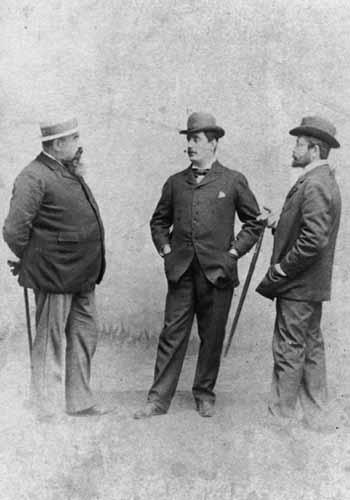
Giuseppe Giacosa, Puccini e Luigi Illica.

Dopo il mezzo passo falso di Edgar, Puccini rischiò l'interruzione della collaborazione con la Ricordi se non fosse stato per la strenua difesa dello stesso Giulio Ricordi. Su consiglio di Fontana il compositore lucchese scelse il romanzo Histoire du chevalier Des Grieux et de Manon Lescaut di Antoine François Prévost per la sua terza opera. Presentata, dopo una lunga e travagliata composizione, il primo febbraio 1893 al teatro Regio di Torino Manon Lescaut si dimostrò un successo straordinario (la compagnia venne chiamata più di trenta volte alla ribalta), forse il più autentico della carriera di Puccini. L'opera segnò inoltre l'inizio di una fruttuosa collaborazione con i librettisti Luigi Illica e Giuseppe Giacosa, il primo subentrato a Domenico Oliva nella fase finale della genesi, il secondo in un ruolo più defilato.
La collaborazione con Illica e Giacosa fu certamente la più produttiva della carriera artistica di Puccini. A Luigi Illica, drammaturgo e giornalista, spettava prevalentemente il compito di abbozzare una «tela» (sorta di sceneggiatura) e definirla poco per volta, discutendola con Puccini, fino ad approdare alla stesura di un testo completo. A Giuseppe Giacosa, autore di commedie di successo e professore di letteratura, era riservato il delicatissimo lavoro di mettere in versi il testo, salvaguardando sia le ragioni letterarie sia quelle musicali, compito che svolgeva con grande pazienza e notevole sensibilità poetica. L'ultima parola spettava comunque a Puccini, al quale Giulio Ricordi aveva affibbiato il soprannome di «Doge», a indicare il predominio che esercitava all'interno di questo gruppo di lavoro. Lo stesso editore contribuiva personalmente alla creazione dei libretti, suggerendo soluzioni, talvolta persino scrivendo versi e soprattutto mediando tra i letterati e il musicista in occasione delle frequenti controversie dovute all'abitudine pucciniana di rivoluzionare a più riprese il piano drammaturgico durante la genesi delle opere.

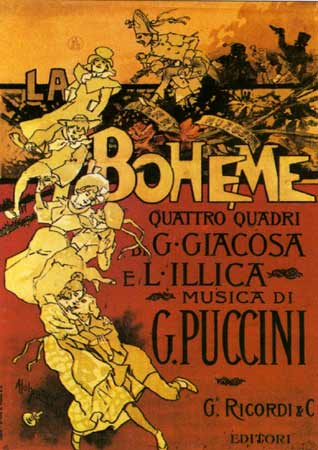
Poster del 1896 per una produzione di La bohème.

Illica e Giacosa avrebbero scritto poi i libretti delle successive tre opere, le più famose e rappresentate di tutto il teatro pucciniano. Non sappiamo con precisione quando iniziò la seconda collaborazione dei tre, ma di certo nell'aprile del 1893 il compositore era al lavoro. Il nuovo libretto nasce, dunque, dal soggetto di Scènes de la vie de Bohème, un romanzo a puntate di Henri Murger. La realizzazione dell'opera richiese più tempo di quello preventivato da Ricordi dovendo, Puccini, intervallare la scrittura ai suoi numerosi viaggi per le varie messe in scena di Manon Lescaut, che lo portarono tra l'altro a Trento, Bologna, Napoli, Budapest, Londra... e le battute di caccia a Torre del Lago. Durante questo tempo, l'opera subì sostanziali rimaneggiamenti, come testimoniano le numerose lettere intercorse tra Ricordi e gli autori in questi tormentati mesi di scrittura. Il primo quadro venne terminato l'8 giugno mentre il compositore si trovava a Milano, mentre il 19 del mese successivo portò a termine l'orchestrazione del "Quartiere Latino", il secondo quadro. Scrisse il 2° ed il 3° atto della Bohème nell'estate del 1895, durante il suo soggiorno presso la villa del Castellaccio, sita in comune di Uzzano (PT). L'opera venne conclusa alla fine di novembre mentre Puccini soggiornava a casa del conte Grottanelli a Torre del Lago, tuttavia i ritocchi conclusivi si protrassero fino al 10 dicembre. Tra i capolavori del panorama operistico tardoromantico, La bohème è un esempio di sintesi drammaturgica, strutturata in 4 quadri (è indicativo l'uso di questo termine in luogo del tradizionale "atti") di fulminea rapidità. La prima, tenutasi il 1º febbraio 1896, ricevette il favore di un pubblico entusiasta, un giudizio che però non venne pienamente condiviso dai critici che, seppur dimostrando di apprezzare l'opera, non si dimostrarono mai troppo soddisfatti.

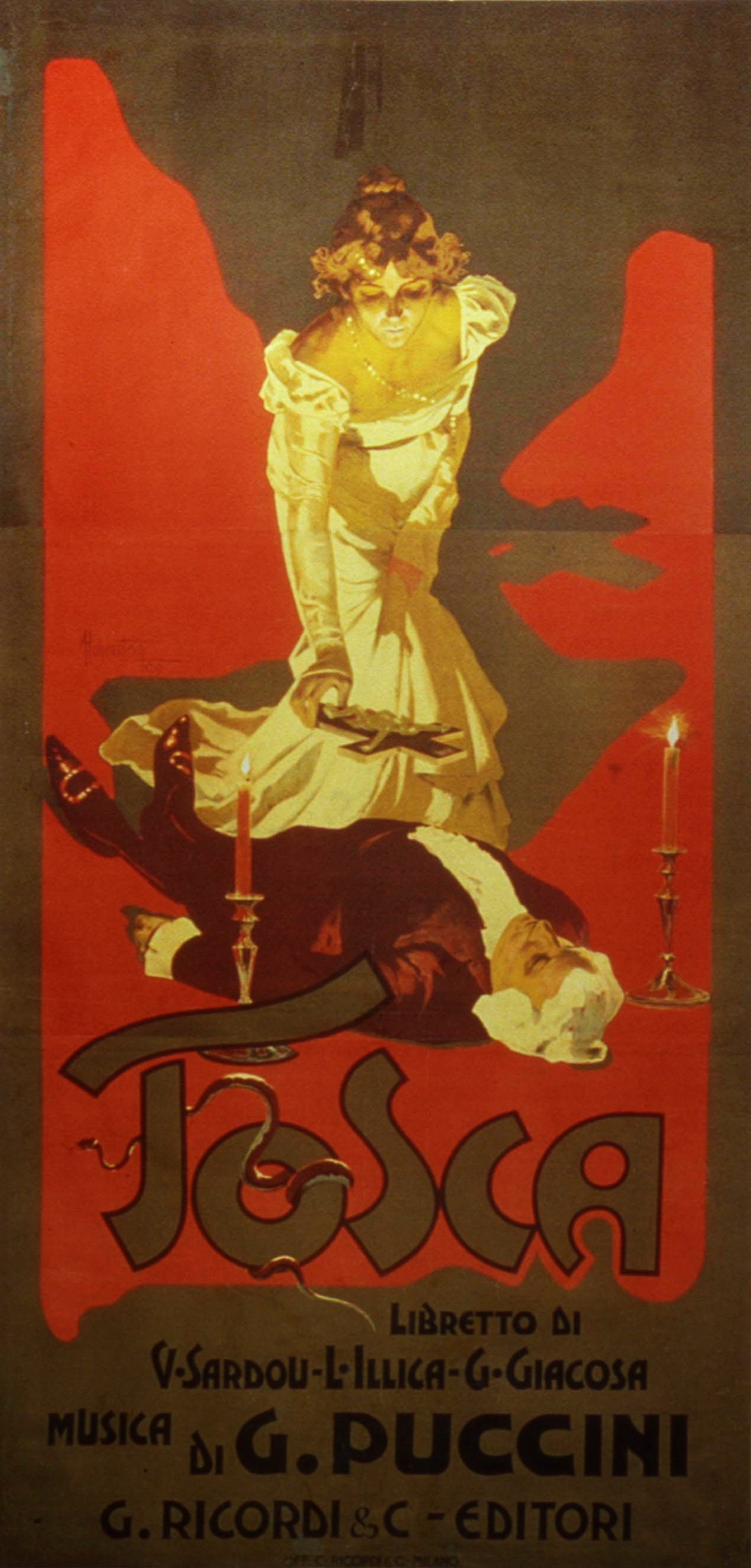
Spartito per pianoforte di Tosca.

Ormai celebre e benestante, Puccini tornò a coltivare l'idea di musicare La Tosca un dramma storico a tinte forti di Victorien Sardou. Tale pensata venne al compositore già prima di Manon Lescaut grazie al suggerimento di Fontana che aveva avuto la possibilità di assistere alle rappresentazioni di La Tosca a Milano e a Torino. Puccini fu fin da subito entusiasta dell'idea di musicare il dramma tanto che scrisse a Ricordi che "in questa Tosca vedo l'opera che ci vuole per me, non di proporzioni eccessive né come spettacolo decorativo né tale da dar luogo alla solita sovrabbondanza musicale". Nonostante ciò, allora, il drammaturgo francese si dimostrò riluttante nel consegnare il suo lavoro ad un compositore senza una solida reputazione. Ma ora, dopo La Bohéme le cose erano decisamente cambiate e i lavori per quella che sarà Tosca poterono iniziare. Giacosa e Illica si misero subito al lavoro nonostante accusassero difficoltà nel rendere un tale testo idoneo ad un'opera lirica. Puccini, invece, iniziò ad entrare nel vivo del lavoro solo agli inizi del 1898. Il primo atto di Tosca fu composto, nel 1898, nella seicentesca Villa Mansi di Monsagrati, ove Puccini, ospite dell'antica famiglia patrizia, lavorava essenzialmente durante le fresche notti estive che caratterizzano quella località della Val Freddana posta a una decina di chilometri da Lucca. Poco dopo, trovandosi a Parigi, su richiesta di Ricordi, si recò da Sardou per suonargli un'anteprima della musica fino ad allora composta dell'opera. Il lavoro continuò senza sosta, se si fa eccezione per un viaggio a Roma per assistere alla prima di Iris dell'amico Mascagni e per la scrittura di Scossa elettrica, una marcetta per pianoforte e la ninna-nanna E l'uccellino vola, su testo di Renato Fucini. Il riscontro alla prima, messa in scena il 14 gennaio 1900, fu paragonabile a quello di Boheme, ottimo (anche se inferiore alle aspettative) accoglimento da parte del pubblico ma alcune riserve sollevate dalla critica. Il musicologo Julian Budden scrisse: "Tosca è un'opera d'azione e in questo stanno sia la sua forza che i suoi limiti. Nessuno la proclamerebbe il capolavoro del compositore, le emozioni che provoca sono per lo più ovvie, ma come trionfo di puro teatro rimarrà ineguagliato fino alla Fanciulla del West..."
Dopo il debutto di Tosca, Puccini trascorse un periodo di scarsa attività musicale in cui si dedicò al completamento della sua residenza a Torre del Lago e ad assistere alle riprese della sua ultima opera. In occasione della prima al Covent Garden di Londra, il maestro si intrattenne nella capitale britannica ben sei settimane. Alla fine di marzo del 1902 iniziarono i lavori per Madama Butterfly (basata su un dramma di David Belasco) che sarà la prima opera esotica di Puccini. Il maestro passò tutto il resto dell'anno a scriverne la musica ed in particolare a ricercare delle melodie originali giapponesi al fine di ricreare le atmosfere in cui l'opera è ambientata. Frattanto, il 25 febbraio 1903, Puccini ebbe un incidente stradale; soccorsi gli occupanti del mezzo da un medico che abitava poco vicino, il compositore riportò una frattura alla tibia e diverse contusioni che lo costrinsero a sopportare una lunga e penosa convalescenza di oltre quattro mesi. Rimessosi in sesto, a settembre partì con Elvira per Parigi per assistere alle prove di Tosca. Tornato in Italia, proseguì con la musica di Madama Butterfly che concluse il 27 dicembre. Il 3 gennaio 1904 sposò Elvira, dopo che ella era rimasta vedova nel marzo dell'anno precedente. Poco più di un mese dopo, il 17 febbraio, finalmente Butterlfy poté esordire alla Scala dimostrandosi, tuttavia, un solenne fiasco, tanto che il compositore descrisse la reazione del pubblico come "Un vero linciaggio!". Dopo alcuni rimaneggiamenti, in particolare l'introduzione del celeberrimo coro a bocca chiusa, l'opera fu presentata il 28 maggio al Teatro Grande di Brescia, dove raccolse un successo pieno, destinato a durare fino a oggi.

### Gli anni più difficili

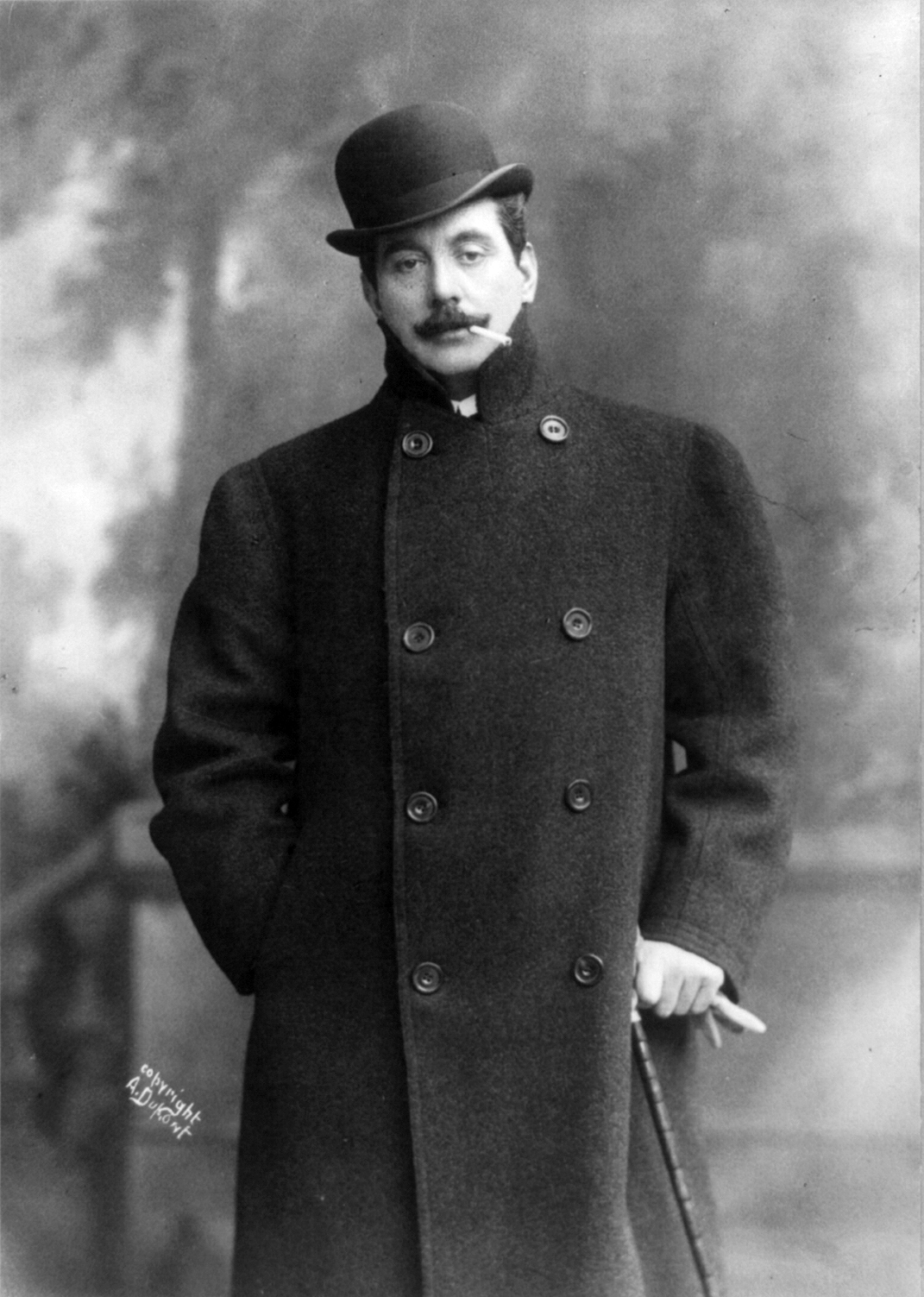
Puccini nel 1908

Nel 1906 la morte di Giacosa, affetto da una grave forma di asma mise fine alla collaborazione a tre che aveva dato vita ai precedenti capolavori. I tentativi di collaborazione con il solo Illica furono tutti destinati a naufragare. Delle varie proposte del librettista un Notre Dame di Victor Hugo destò nel compositore un iniziale interesse di però breve durata, mentre una Maria Antonietta, già sottoposta all'attenzione di Puccini nel 1901, fu giudicata troppo complessa nonostante i successivi tentativi di riduzione.
Puccini, per assistere ad una rassegna delle sue opere al Metropolitan Opera House di New York, il 9 gennaio 1907 partì insieme ad Elvira per gli Stati Uniti dove soggiornò per due mesi. Qui, dopo aver assistito ad una rappresentazione a Broadway ebbe l'ispirazione per un nuovo lavoro che doveva basarsi sul The Girl of the Golden West, un western ante-litteram, di David Belasco. Complice della scelta, la passione di Puccini per l'esotismo (da cui era nata Butterfly) che lo spingeva sempre più a confrontarsi con il linguaggio e gli stili musicali legati ad altre tradizioni musicali.
Nel 1909 avvennero una tragedia e uno scandalo che colpirono profondamente il musicista: la domestica ventunenne Doria Manfredi si suicidò avvelenandosi. Doria, di famiglia povera, aveva 14 anni quando morì il padre e Puccini, per aiutare la famiglia, prese la ragazza in casa come cameriera. Crescendo, Doria si fece assai bella e crebbe l'antipatia di Elvira nei suoi confronti. Le liti tra i due coniugi erano continue, con Elvira che accusava il marito di prestare troppa attenzione alla ragazza. A causa delle maldicenze, la mattina del 23 gennaio 1909 la ragazza assunse delle pastiglie di sublimato corrosivo. Nonostante le cure morì il 28 di gennaio. Il dramma aggravò ulteriormente i rapporti con la moglie ed ebbe pesanti strascichi giudiziari. Puccini fu veramente provato dalla vicenda, tanto che in una lettera all'amica Sybil Beddington scriverà: "Non posso lavorare più! Sono così scoraggiato! Le mie notti sono orribili [...] ho sempre davanti agli occhi la visione di quella povera vittima, non posso levarmela dalla mente - è un tormento continuo." Ma la crisi si manifestò nell'enorme quantità di progetti abortiti, talvolta abbandonati a uno stadio di lavoro avanzato. Sin dagli ultimi anni dell'Ottocento Puccini tentò anche, a più riprese, di collaborare con Gabriele D'Annunzio, ma la distanza spirituale tra i due artisti si rivelò incolmabile.

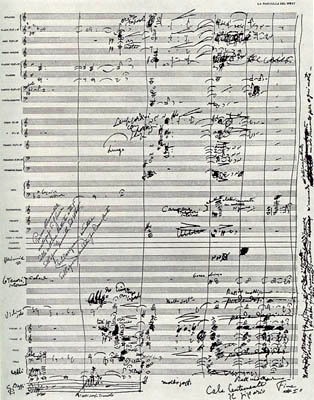
Spartito autografo de La fanciulla del West.

Dopo quasi un anno, in cambio di 12 000 lire, i legali del compositore convinsero i Manfredi a ritirare la causa contro Elvira, dopo che la sentenza di primo grado l'aveva condannata ad una pena detentiva. Messa così la parola fine alla tragedia, i Puccini tornarono a vivere insieme e Giacomo riprese l'orchestrazione de La fanciulla del West il cui libretto, nel frattempo, era stato affidato a Carlo Zangarini affiancato da Guelfo Civinini. La prima della nuova opera si ebbe il 10 dicembre 1910 a New York con Emmy Destinn ed Enrico Caruso nel cast, riscuotendo un chiaro trionfo testimoniato dalle quarantasette chiamate alla ribalta. Tuttavia, i critici non assecondarono il pubblico e, seppur non stroncandola, non la giudicarono comunque all'altezza di Puccini. Questa volta la critica ebbe ragione e infatti la diffusione dell'opera, che pur ricevette ottime accoglienze nelle successive rappresentazioni, andò ben presto declinando, tanto che nemmeno in Italia farà mai parte del repertorio principale.

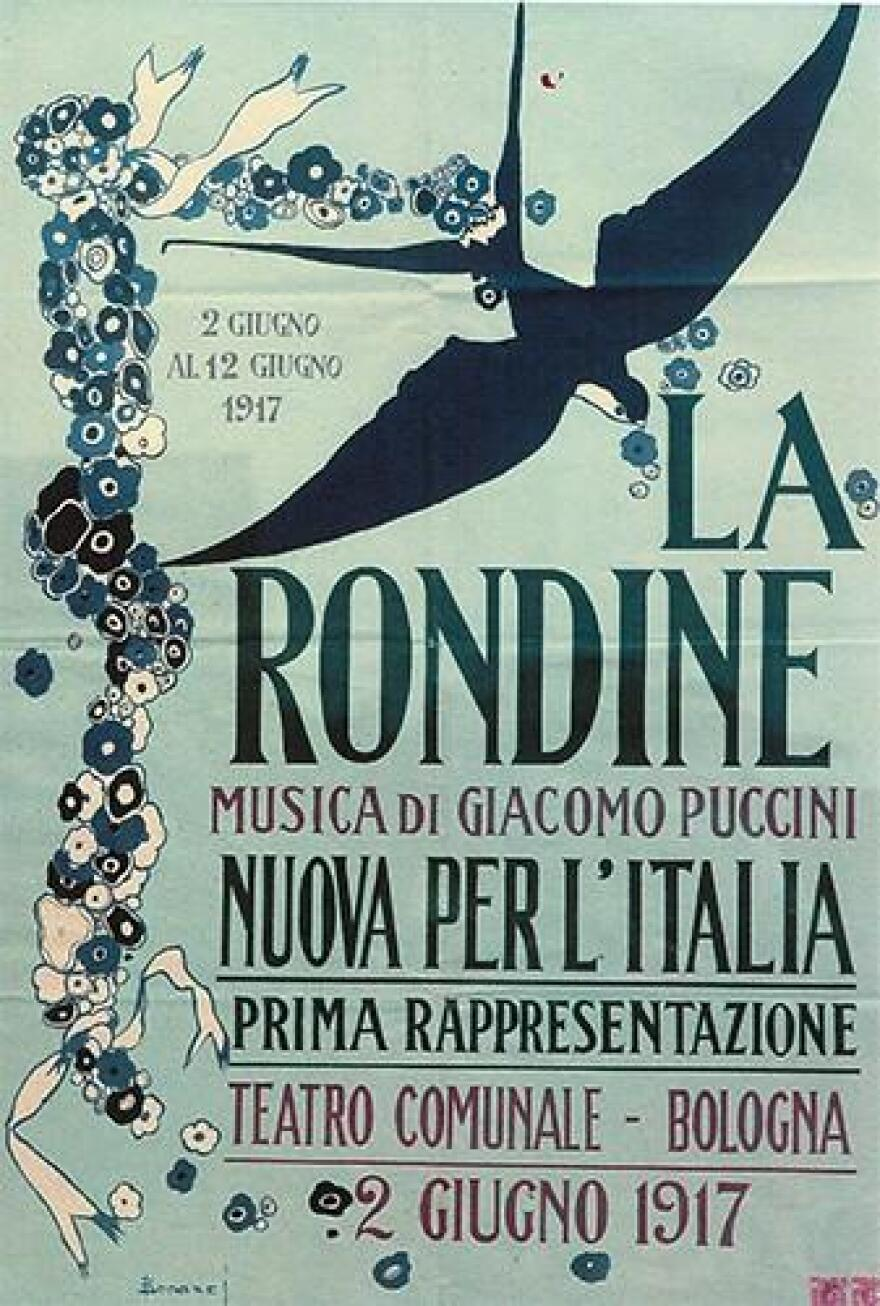
Locandina di una rappresentazione del La rondine.

Nell'ottobre del 1913, mentre era in viaggio tra Germania e Austria per promuovere La fanciulla, Puccini fece conoscenza con gli impresari del Carltheater di Vienna che gli proposero di musicare un testo di Alfred Willne. Tuttavia, rientrato in Italia e ricevute le prime bozze, fu insoddisfatto dell'impianto drammatico tanto che nell'aprile dell'anno seguente lo stesso Willne gli sottopose un lavoro diverso, realizzato con l'aiuto di Heinz Reichert, più congeniale ai gusti del musicista toscano. Convintosi questa volta della nuova stesura decise di trasformare Die Schwalbe (in italiano La rondine) in una vera e propria opera affidandosi al commediografo Giuseppe Adami. Nel frattempo era scoppiata la prima guerra mondiale e l'Italia si era schierata nella triplice intesa contro l'Austria, un fatto che si ripercosse negativamente sul contratto tra Puccini e gli austriaci. Nonostante tutto, l'opera riuscì ad essere rappresentata al Grand Théâtre de Monte Carlo il 27 marzo 1917 sotto la direzione di Gino Marinuzzi. L'accoglienza risultò nel complesso festosa. Tuttavia già dall'anno successivo Puccini iniziò ad apportarvi importanti modifiche.

### IlTrittico
L'eclettismo pucciniano, e insieme la sua incessante ricerca di soluzioni originali, trovarono piena attuazione nel cosiddetto Trittico, ossia in tre opere di un atto da rappresentarsi nella stessa serata. Inizialmente, il compositore, aveva immaginato una rappresentazione con sole due opere fortemente contrastati per la trama: una comica e una tragica, e solo successivamente gli venne l'idea della triade.

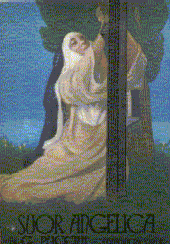
Locandina di Suor Angelica.

Dopo aver contattato ancora una volta inutilmente Gabriele D'Annunzio, dovette cercare altrove gli autori dei libretti. Per la prima opera gli venne incontro Giuseppe Adami che gli propose Il tabarro, tratto da La houppelande di Didier Gold. Messosi alla ricerca di un autore per gli altri due pezzi, Puccini lo trovò in Giovacchino Forzano che mise a disposizione due opere di propria composizione. La prima fu una tragedia, Suor Angelica, che fin da subito piacque molto al compositore tanto che per trovare l'ispirazione per la musica, il compositore si recò più volte presso il convento di Vicopelago dove sua sorella Iginia era madre superiora. La triade si completava quindi del Gianni Schicchi per cui Forzano attinse da pochi versi del canto XXX dell'Inferno di Dante Alighieri su cui poi costruì un intreccio con protagonista il falsario Gianni Schicchi de' Cavalcanti. Inizialmente Puccini accolse freddamente questo soggetto, dichiarando in una lettera: "Ho tema che il fiorentinismo antico non mi vada e che non seduca tanto il pubblico del mondo", tuttavia appena il testo venne elaborato meglio mutò d'avviso. In ogni caso, il 14 settembre Suor Angelica era terminata così anche, il 20 aprile dell'anno successivo, Gianni Schicchi.
Completato il Trittico vi fu la ricerca del teatro ove ospitare la prima, con non poche difficoltà visto che erano giorni difficili per il morale degli italiani che avevano appena subito la sconfitta di Caporetto ed erano afflitti dall'influenza spagnola che uccise anche Tomaide, la sorella di Puccini. Sorprendentemente si ebbe risposta positiva dal Metropolitan di New York e così la prima assoluta ebbe luogo il 14 dicembre 1918: ad essa, tuttavia, il compositore non assistette perché temeva di affrontare una traversata atlantica, a causa della possibile presenza di mine inesplose nonostante la fine delle ostilità. Fu invece presente alla prima italiana dell'11 gennaio 1919 al Teatro dell'Opera di Roma sotto la direzione di Gino Marinuzzi.
Delle tre opere che compongono il Trittico, Gianni Schicchi divenne subito popolare, mentre Il tabarro, inizialmente giudicata inferiore, guadagnò col tempo il pieno favore della critica. Suor Angelica fu invece la preferita dell'autore. Concepite per essere rappresentate in un'unica serata, oggi le singole opere che compongono il Trittico sono per lo più messe in scena appaiate a opere di altri compositori.

### Gli ultimi anni e la morte
(Arnold Schönberg, lettera ad Alfredo Casella, gennaio 1925.)
Dal 1919 al 1921, lasciata Torre del Lago, perché era disturbato dall'apertura di un impianto per l'estrazione della torba, Puccini soggiornò nel comune di Orbetello, nella Bassa Maremma, dove acquistò sulla spiaggia della Tagliata una vecchia torre di avvistamento del tempo della dominazione spagnola, oggi detta Torre Puccini. Nel febbraio 1919 venne insignito con il titolo di grande ufficiale dell'Ordine della Corona d'Italia.
Alla fine del dicembre del 1921 si trasferì a Viareggio, nella villa progettata dall'architetto Vincenzo Pilotti.

#### L'Inno a Roma
All'inizio del 1919, dopo la prima romana del Trittico, ricevette dal sindaco di Roma Prospero Colonna la commissione per musicare un inno alla città di Roma su versi del poeta Fausto Salvatori. La prima esecuzione venne programmata per il 21 aprile dello stesso anno, in occasione dell'anniversario della leggendaria fondazione della città. Tale evento doveva inizialmente tenersi presso Villa Borghese ma, prima a causa del maltempo poi per via di uno sciopero, il debutto dovette essere posticipato al primo giugno allo Stadio Nazionale per le gare ginniche nazionali dove ricevette un'accoglienza entusiastica da parte del pubblico.

#### LaTurandot
A Milano, durante un incontro con Giuseppe Adami, ricevette da Renato Simoni una copia della fiaba teatrale Turandot scritta dal drammaturgo settecentesco Carlo Gozzi. Il testo colpì subito il compositore, che lo portò con sé nel viaggio seguente a Roma per una ripresa del Trittico. Nonostante avesse fin da subito incontrato difficoltà nel musicarlo, Puccini si dedicò con fervore a questa nuova opera su cui, peraltro, si erano già cimentati due musicisti italiani: Antonio Bazzini, con la sua Turanda che aveva però ottenuto scarso successo, e Ferruccio Busoni che l'aveva messa in scena a Zurigo nel 1917.

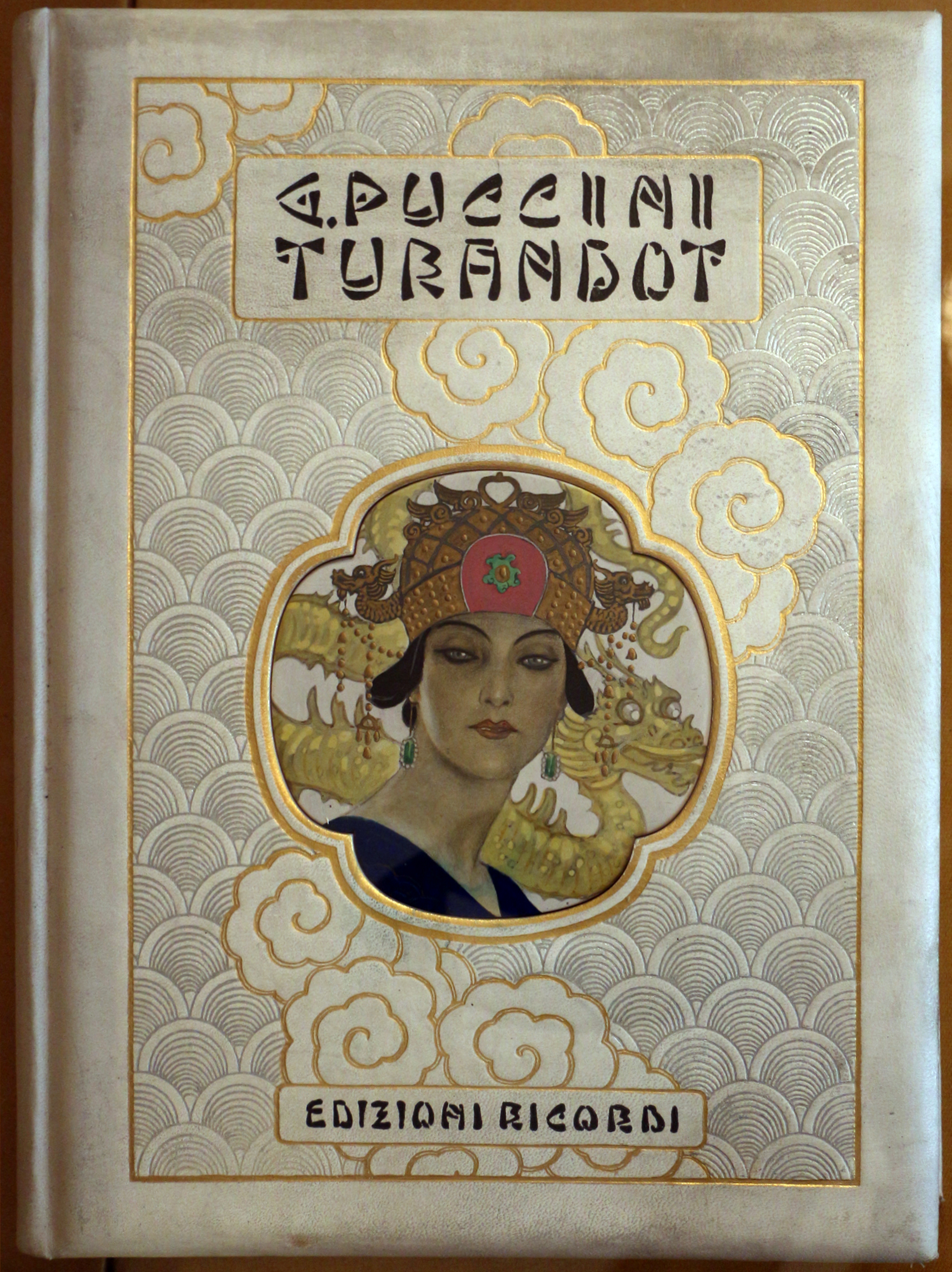
Copertina dello spartito di Turandot

Tuttavia, la Turandot di Puccini niente ebbe a che spartire con quelle dei due contemporanei. Essa è l'unica opera pucciniana di ambientazione fantastica, la cui azione – come si legge in partitura – si svolge «al tempo delle favole». In quest'opera l'esotismo perde ogni carattere ornamentale o realistico per diventare forma stessa del dramma: la Cina diviene così una sorta di regno del sogno e dell'eros e l'opera abbonda di rimandi alla dimensione del sonno, nonché di apparizioni, fantasmi, voci e suoni provenienti dalla dimensione "altra" del fuori scena. Nell'intento di ricreare originali ambientazioni, gli venne in aiuto il barone Fassini Camossi, ex diplomatico in Cina e possessore di un carillon che suonava melodie cinesi di cui Puccini si servì intensamente, in particolare nel musicare l'inno imperiale.
Puccini si entusiasmò subito al nuovo soggetto e al personaggio della principessa Turandot, algida e sanguinaria, ma fu assalito dai dubbi al momento di mettere in musica il finale, coronato da un insolito lieto fine, sul quale lavorò un anno intero senza venirne a capo. Nel 1921 la composizione appare proseguire tra difficoltà, il 21 aprile scrive a Sybil "mi pare di non avere più fiducia in me, non trovo nulla di buono" e momenti di ottimismo, ad Adami scrive il 30 aprile "Turandot va bene avanti; mi par d'essere sulla via maestra." Di certo la stesura della partitura non seguì la cronologia della trama ma saltò da una scena all'altra.
Le difficoltà si fecero sempre più evidenti quando, in autunno, Puccini propose diverse modifiche ai librettisti, come quella di ridurre l'opera a soli due atti, ma già nei primi mesi del 1922 si tornò ai tre atti e venne deciso che il secondo sarebbe stato aperto dalle "tre maschere". Alla fine di giugno si riuscì a completare il libretto definitivo e il 20 agosto Puccini decise di partire per un viaggio in automobile attraverso Austria, Germania, Olanda, Foresta Nera e Svizzera.

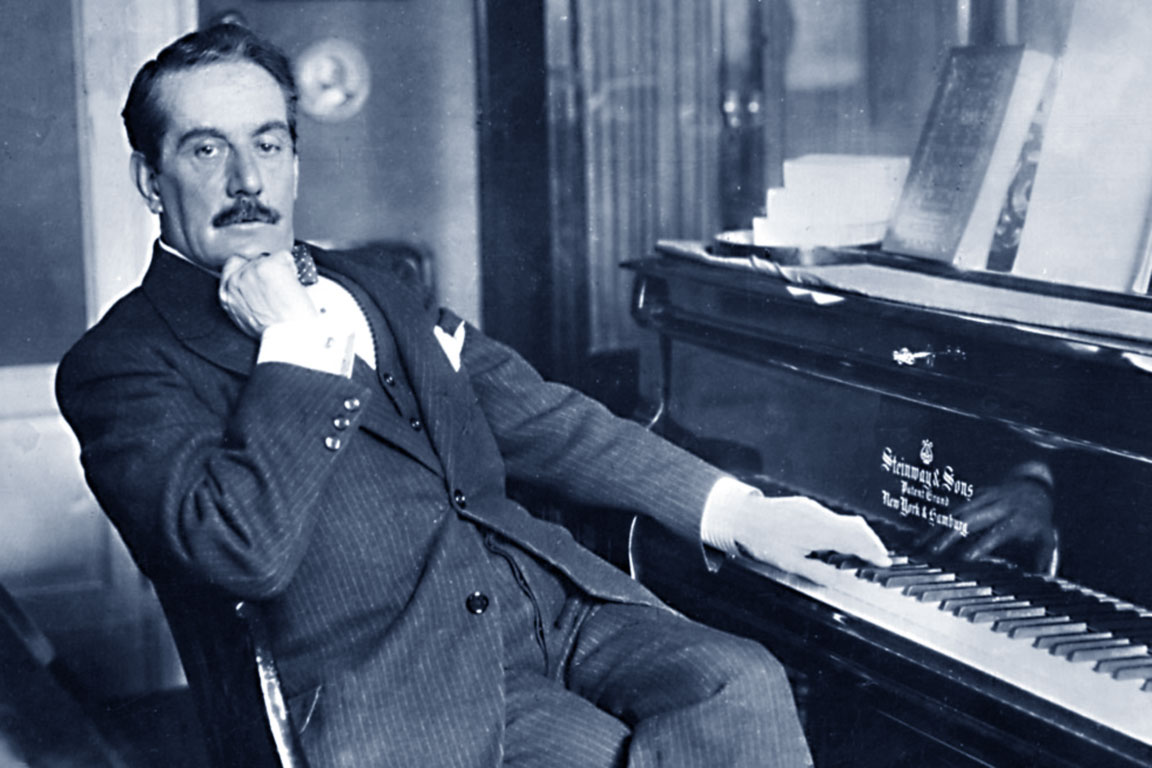
Giacomo Puccini al pianoforte

Superate parzialmente le difficoltà, la composizione di Turandot proseguiva, seppur lentamente. Il 1923 fu l'anno di svolta: a Viareggio, Puccini lavorò intensamente all'opera tanto che dopo poco si iniziò già a pensare a dove ospitare il debutto.
Nel frattempo, a metà anno, il compositore, che era un fumatore accanito, ricevette la diagnosi di un tumore alla gola giudicato inoperabile. Da un'ulteriore visita presso un altro specialista, Puccini ricevette il consiglio di recarsi a Bruxelles dal professor Louis Ledoux, dell'Institut du Radium, il quale avrebbe potuto tentare una cura con radio. Il 24 novembre 1924 il musicista si sottopose, quindi, ad un intervento chirurgico di ben tre ore, in anestesia locale, che consistette nell'applicazione, tramite tracheotomia, di sette aghi di platino irradiato, inseriti direttamente nel tumore e trattenuti da un collare. Nonostante l'intervento fosse stato giudicato pienamente riuscito e che i bollettini medici si esprimessero in toni positivi, Puccini morì alle 11:30 del 29 novembre all'età di 65 anni a seguito di una emorragia interna.
La messa funebre si tenne nella Chiesa reale di Santa Maria a Bruxelles e subito dopo la salma fu portata in treno a Milano per la cerimonia ufficiale che si tenne nel Duomo di Milano il 3 dicembre. In tale occasione, Toscanini condusse l'Orchestra del Teatro alla Scala nell'esecuzione del requiem tratto da Edgar. Inizialmente il corpo di Puccini venne deposto nella cappella privata della famiglia Toscanini, ma due anni più tardi venne traslata, su suggerimento di Elvira, nella cappella della Villa di Torre del Lago, dove venne sepolta anch'essa.
Le ultime due scene di Turandot, di cui non rimaneva che un abbozzo musicale discontinuo, furono completate da Franco Alfano sotto la supervisione di Arturo Toscanini; ma la sera della prima rappresentazione lo stesso Toscanini interruppe l'esecuzione sull'ultima nota della partitura pucciniana, ossia dopo il corteo funebre che segue la morte di Liù.
Il maestro Puccini fu nominato senatore del Regno da re Vittorio Emanuele III nel settembre 1924, due mesi prima della morte.

## Personalità artistica
Figura di punta del mondo operistico italiano a cavallo tra Ottocento e Novecento, Giacomo Puccini si accostò proprio alle due tendenze dominanti: quella verista prima (nel 1895 aveva cominciato a lavorare a una riduzione operistica de La lupa di Verga, abbandonandola dopo pochi mesi), quella dannunziana poi:
Altrettanto arduo è collocare la sua personalità artistica nel panorama internazionale, in quanto la sua musica, pur nell'incessante evoluzione stilistica, non presenta l'esplicita tensione innovativa di molti dei maggiori compositori europei del tempo.
Puccini d'altronde si dedicò in modo pressoché esclusivo alla musica teatrale e, al contrario dei maestri dell'avanguardia novecentesca, scrisse sempre pensando al pubblico, curando personalmente gli allestimenti e seguendo le sue opere in giro per il mondo. Se diede alla luce soltanto dodici opere (comprese le tre in un atto che compongono il Trittico) fu per mettere a punto organismi teatrali assolutamente impeccabili, tali da consentire ai suoi lavori di affermarsi stabilmente nei repertori dei teatri lirici di tutto il mondo. Interesse, varietà, rapidità, sintesi e profondità psicologica, abbondanza di trovate sceniche sono i fondamentali ingredienti del suo teatro. Il pubblico, benché talvolta disorientato dalle novità contenute in ciascuna opera, alla fine si schierò sempre dalla sua parte; al contrario, la critica musicale, in particolare quella italiana, guardò molto a lungo a Puccini con sospetto o addirittura con ostilità.
Specie a partire dal secondo decennio del Novecento, la sua figura fu il bersaglio favorito degli attacchi dei giovani compositori della generazione dell'Ottanta, capitanati da uno studioso di musica antica, Fausto Torrefranca, che nel 1912 pubblicò un libello polemico di straordinaria violenza, intitolato Giacomo Puccini e l'opera internazionale. In questo libriccino l'opera di Puccini è descritta come l'estrema, spregevole, cinica e «commerciale» espressione di quello stato di corruzione nel quale la cultura musicale italiana, abbandonata la strada maestra della musica strumentale a favore del melodramma, verserebbe ormai da secoli. Il presupposto ideologico che alimenta la tesi è d'impronta nazionalistica:
È curioso rileggere le parole di Torrefranca alla luce della rivalutazione critica cui la figura di Puccini è andata incontro negli ultimi decenni del Novecento, nonché dell'ammirazione disinteressata che manifestarono per essa i maggiori compositori europei del suo tempo: da Berg a Janáček, da Stravinskij a Schönberg, da Ravel a Webern. Nel suo attacco astioso, gravato da pregiudiziali ideologiche, Torrefranca riuscì tuttavia a cogliere alcuni aspetti-chiave della personalità artistica di Puccini; a partire dalla tesi centrale della dimensione «internazionale» del suo teatro musicale. La rivalutazione critica di Puccini, a sua volta internazionale in quanto avviata da studiosi quali il francese René Leibowitz e l'austriaco Mosco Carner, ha fondato i suoi argomenti più persuasivi proprio sull'ampiezza dell'orizzonte culturale ed estetico del compositore lucchese, indagato in seguito con particolare sottigliezza, in Italia, da Fedele D'Amico nella sua attività di musicologo-giornalista e, più di recente, da Michele Girardi, che non a caso ha voluto sottotitolare il suo ultimo volume dedicato a Puccini L'arte internazionale di un musicista italiano.
Il grande merito di Puccini fu infatti proprio quello di non essersi lasciato sedurre dai rigurgiti di nazionalismo, assimilando e sintetizzando con abilità e rapidità linguaggi e culture musicali diverse. Un'inclinazione eclettica che egli stesso riconobbe in tono scherzoso (com'era nel suo carattere) già sui banchi di Conservatorio, tracciando sul quaderno di appunti la seguente autobiografia:
Giacché alcuni lavori giovanili presentano effettivamente un'inusitata combinazione tra stile galante alla Boccherini (destinato a ripresentarsi, anni dopo, nella cornice settecentesca di Manon Lescaut) e soluzioni timbrico-armoniche di matrice wagneriana, questa goliardica autobiografia (realmente bohèmienne!) contiene almeno una punta di verità. Per accostarsi alla personalità artistica di Puccini è dunque necessario indagare i rapporti che egli istituì con le diverse culture musicali e teatrali del suo tempo.

### L'influsso di Richard Wagner

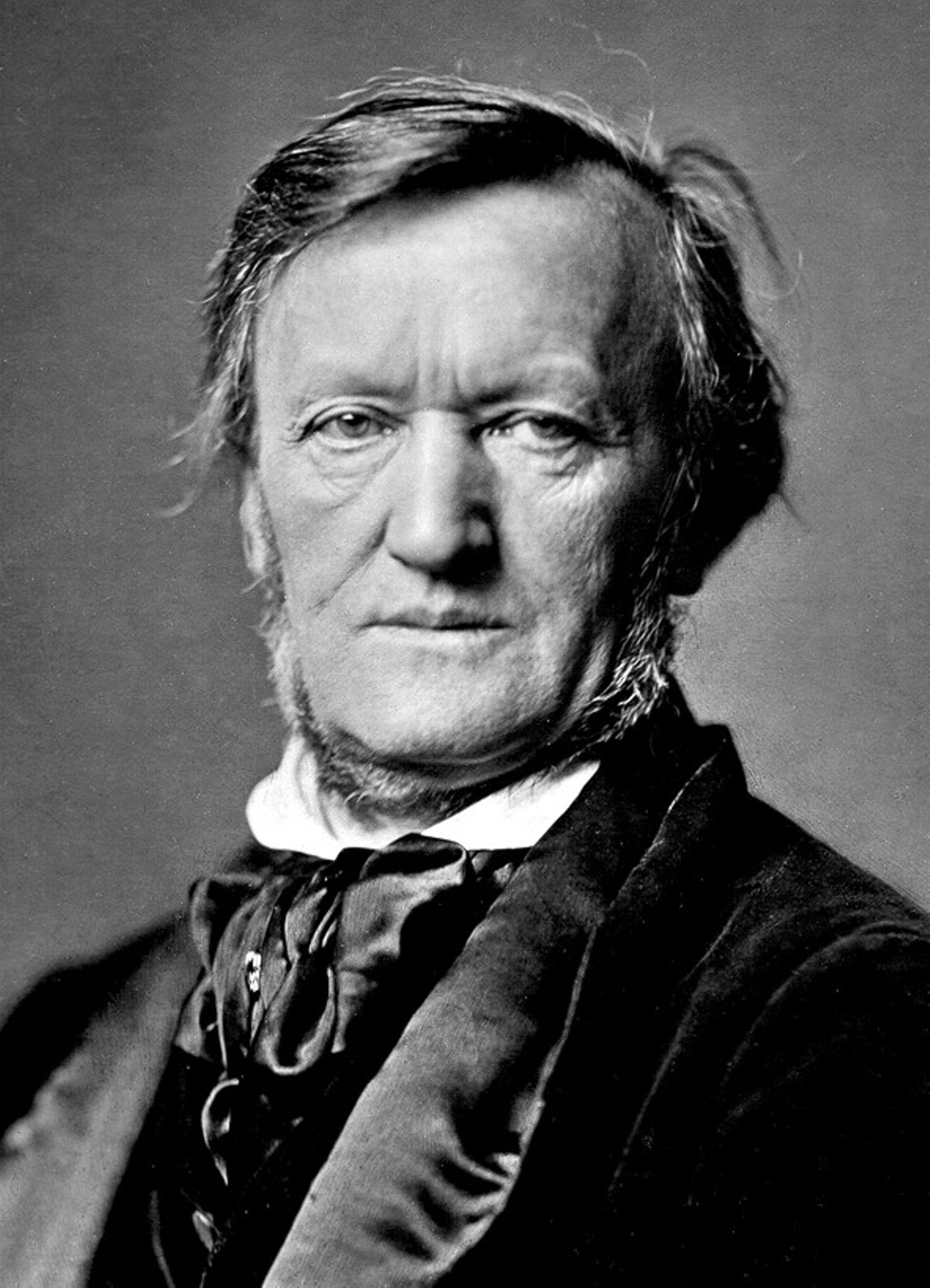
Richard Wagner

Sin dal suo arrivo a Milano, Puccini si schierò tra gli ammiratori di Wagner: le due composizioni sinfoniche presentate come saggi di Conservatorio – il Preludio Sinfonico in La maggiore (1882) e il Capriccio sinfonico (1883) – contengono espliciti rimandi tematici e stilistici a Lohengrin e Tannhäuser, opere della prima maturità wagneriana. All'inizio del 1883 inoltre egli acquistò insieme con Pietro Mascagni, suo compagno di stanza, lo spartito di Parsifal, il cui Abendmahl-Motiv è citato alla lettera nel preludio de Le Villi.
Puccini è stato forse il primo musicista italiano a comprendere che la lezione di Wagner andava ben al di là delle sue teorie sul «dramma musicale» e sull'«opera d'arte totale»—che in Italia furono al centro del dibattito—, e riguardava specificamente il linguaggio musicale e le strutture narrative.
Se nei suoi lavori degli anni ottanta l'influsso wagneriano si manifesta soprattutto in alcune scelte armoniche e orchestrali che talvolta rasentano il calco: a partire da Manon Lescaut Puccini comincia a scandagliarne la tecnica compositiva, giungendo non solo a utilizzare in modo sistematico i leitmotiv ma anche a legarli tra loro attraverso relazioni motiviche trasversali, secondo il sistema che Wagner impiegò in particolar modo in Tristano e Isotta.
Tutte le opere di Puccini, da Manon Lescaut in avanti, si prestano a essere lette e ascoltate anche come partiture sinfoniche. Réné Leibowitz arrivò addirittura a individuare nel primo atto di Manon Lescaut un'articolazione in quattro tempi di sinfonia, dove il tempo lento coincide con l'incontro tra Manon e Des Grieux e lo scherzo (il termine figura nell'autografo) con la scena della partita a carte.
Soprattutto a partire da Tosca, Puccini ricorre inoltre a una tecnica tipicamente wagneriana, il cui modello canonico può essere identificato nel celebre inno alla notte del secondo atto di Tristano e Isotta. Si tratta di quello che potremmo definire una sorta di crescendo tematico, ovvero di una forma di proliferazione di un nucleo motivico (soggetto eventualmente a generare idee secondarie), la cui progressione si sviluppa e compie in un climax sonoro, collocato poco prima della conclusione dell'episodio (tecnica che Puccini impiega in modo particolarmente sistematico ed efficace ne Il tabarro).

### Rapporti con la Francia
Dall'opera francese, e in particolare da Bizet e Massenet, Puccini ricavò l'estrema attenzione per il colore locale e storico, elemento sostanzialmente estraneo alla tradizione operistica italiana. La ricostruzione musicale dell'ambiente costituisce un aspetto di assoluto rilievo in tutte le partiture pucciniane: si tratti della Cina di Turandot, del Giappone di Madama Butterfly, del Far West de La fanciulla del West, della Parigi di Manon Lescaut, La bohème, La rondine e Il tabarro, della Roma papalina di Tosca, della Firenze duecentesca di Gianni Schicchi, del convento secentesco di Suor Angelica, delle Fiandre trecentesche di Edgar o della Foresta Nera de Le Villi.
Anche l'armonia pucciniana, così duttile e incline ai procedimenti modali, sembra echeggiare stilemi propri della musica francese del tempo, soprattutto quella non operistica. È tuttavia difficile dimostrare la presenza di un influsso concreto e diretto, giacché passaggi di questo genere si incontrano già nel primo Puccini, a partire da Le Villi, quando la musica di Fauré e Debussy era ancora sconosciuta in Italia. Sembra più verosimile immaginare che a indirizzare Puccini verso un gusto armonico che, a posteriori, si può definire francese sia stata invece l'ultima partitura wagneriana, Parsifal, certamente la più francesizzante, nella quale si trova un largo impiego di combinazioni modali.
All'inizio del Novecento Puccini sembra passare, come altri musicisti italiani della sua generazione, una fase di fascinazione per la musica di Debussy: la scala per toni interi è impiegata in modo massiccio soprattutto ne La fanciulla del West. Sennonché il compositore toscano rifiuta la prospettiva estetizzante del collega francese e usa tale risorsa armonica in modo funzionale a quel senso di attesa di una rinascita – artistica ed esistenziale – che costituisce il nòcciolo poetico di quest'opera ambientata nel Nuovo mondo.

### L'eredità italiana
La fama di compositore internazionale ha spesso messo in ombra il legame di Puccini con la tradizione italiana e, in particolare, col teatro di Verdi. I due operisti italiani più popolari sono accomunati dalla ricerca della massima sintesi drammatica e dell'esatto dosaggio dei tempi teatrali sul metro del percorso emotivo dello spettatore. Di là dalla venatura scherzosa – volta d'altronde più ad alleggerire che a negare gli argomenti – le parole con cui Puccini dichiarò in un'occasione la propria totale dedizione al teatro sarebbero potute uscire anche dalla penna di Verdi:

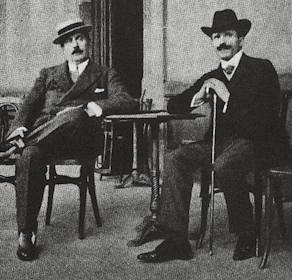
Puccini insieme ad Arturo Toscanini nel 1900

Italiana è anche la presenza di quella dialettica tra tempo reale e tempo psicologico che anticamente si manifestava nella contrapposizione tra recitativo (momento in cui si sviluppa l'azione) e aria (espressione di uno stato d'animo dilatata nel tempo) e che assume ora forme più varie e sfumate. Le opere di Puccini contengono numerosi episodi chiusi nei quali il tempo dell'azione appare rallentato se non addirittura sospeso: come nella scena dell'ingresso di Butterfly, con il canto irreale da fuori scena della geisha intenta a salire la collina di Nagasaki per raggiungere il nido nuziale. Più in generale la funzione-tempo è trattata da Puccini con un'elasticità degna di un grande romanziere.
Criticamente più controverso è il ruolo assegnato alla melodia, da sempre asse portante dell'opera italiana. A lungo Puccini è stato considerato un melodista generoso e persino facile. Oggi molti studiosi tendono piuttosto a porre l'accento sugli aspetti armonici e timbrici della sua musica. Occorre d'altronde – specie a partire da Tosca – intendere la melodia pucciniana in funzione della struttura leitmotivica, che riduce inevitabilmente lo spazio della cantabilità (il motivo conduttore dev'essere innanzitutto duttile, e dunque la sua gittata dev'essere breve). Non è dunque un caso se le melodie di più ampio respiro si concentrano nelle prime tre opere.
Su questo argomento può essere utile rileggere ciò che scrisse nel 1925 uno dei massimi compositori del Novecento – Edgard Varèse – contestualizzando storicamente il problema della melodia:
Ed è ancora lo stesso Puccini – con il suo consueto linguaggio aforistico – ad annotare su un abbozzo di Tosca:

### Verso nuove soluzioni?
Una testimonianza poco nota dell'atteggiamento di Puccini nei confronti della musica delle giovani generazioni fu fornita da un musicista che difficilmente viene associato a lui: Mario Castelnuovo-Tedesco, che trascorse un mese a Viareggio nell'estate del 1924 e lì ebbe frequenti contatti con Puccini. Riferisce che inizialmente nutriva il pregiudizio che Puccini fosse un tipico operista italiano dagli orizzonti artistici limitati. Tuttavia, dovette rendersi conto che Puccini era curioso delle opere straniere e seguiva tutto ciò che accadeva nella vita musicale contemporanea con vivo interesse. Infine, Puccini gli mostrò il suo ultimo progetto, Turandot.

## L'uomo Puccini

### Di Puccini in Puccini

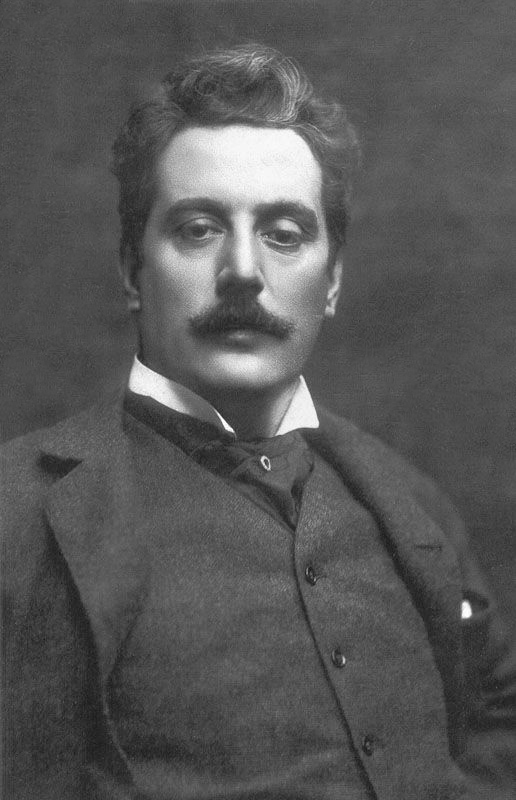
Giacomo Puccini

I primi quattro nomi con cui fu registrato nell'atto di nascita (Giacomo, Antonio, Domenico, Michele) sono i nomi dei suoi antenati, in ordine cronologico dal trisnonno al padre.

### Puccini e i motori

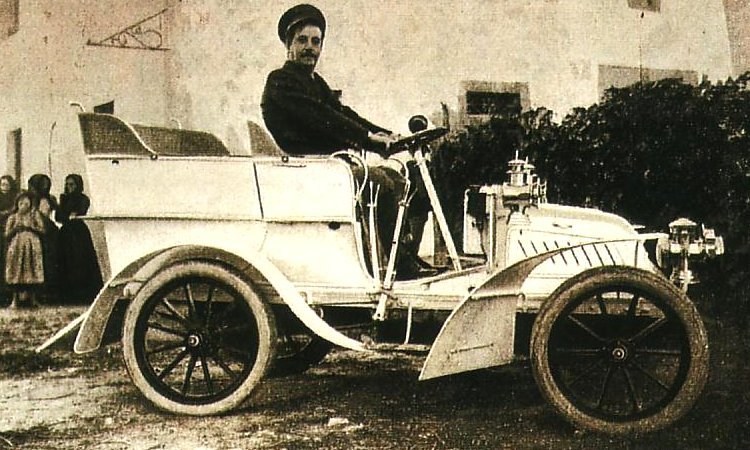
Puccini al volante della Clement Bayard 11 HP, l'auto con cui ebbe il noto incidente, nel febbraio del 1903

Appassionato di motori, il maestro cominciò la sua carriera automobilistica acquistando, nel 1900, una De Dion-Bouton 5 CV, vista all'Esposizione di Milano di quell'anno e presto sostituita (1903) con una Clément-Bayard. Con quelle vetture, percorrendo l'Aurelia, dal suo "rifugio" di Torre del Lago raggiungeva velocemente Viareggio o Forte dei Marmi e Lucca. Forse troppo velocemente secondo la pretura di Livorno, che multò Puccini per eccesso di velocità, nel dicembre del 1902. Una sera di due mesi più tardi, nei pressi di Vignola, alla periferia di Lucca, sulla Statale Sarzanese-Valdera, la Clement usciva di strada, rovesciandosi nel canale "la Contésora", con a bordo anche la futura moglie, il figlio e il meccanico; il meccanico si ferì ad una gamba e il musicista si fratturò una tibia.
Nel 1905, acquistò una Sizaire-Naudin, cui seguì una Isotta Fraschini del tipo "AN 20/30 HP" e alcune FIAT, tra cui una "40/60 HP" nel 1909 e una "501" nel 1919. Nel 1914 Puccini acquistò una motocicletta Indian 1000 Big Twin con sidecar, che utilizzava spesso durante la villeggiatura estiva a Viareggio, condotta dallo chauffeur. Erano tutti veicoli che ben si prestavano alle gite e alla locomozione veloce, ma inadatte da utilizzare nelle sue amate battute di caccia.
Per questo motivo, Puccini chiese a Vincenzo Lancia la realizzazione di una vettura capace di muoversi anche su terreni difficili. Dopo pochi mesi, gli venne consegnato quello che possiamo considerare il primo "fuoristrada" costruito in Italia, con tanto di telaio rinforzato e ruote artigliate. Il prezzo della vettura era, per il tempo, astronomico: 35 000 lire. Ma Puccini ne fu talmente soddisfatto da acquistare, successivamente, anche una "Trikappa" e una "Lambda".
Con la prima, nell'agosto del 1922, il maestro organizzò un lunghissimo viaggio in automobile attraverso l'Europa. La "comitiva" di amici prese posto su due vetture, la Lancia Trikappa di Puccini e la FIAT 501 di un suo amico, tale Angelo Magrini. Questo l'itinerario: Cutigliano, Verona, Trento, Bolzano, Innsbruck, Monaco di Baviera, Ingolstadt, Norimberga, Francoforte, Bonn, Colonia, Amsterdam, L'Aia, Costanza (e poi il ritorno in Italia).
La "Lambda", consegnatagli nella primavera del 1924, fu l'ultima vettura posseduta da Puccini; quella con la quale compì il suo ultimo viaggio, il 4 novembre 1924, fino alla stazione di Pisa e, da lì, in treno per Bruxelles, dove subì la fatale operazione alla gola.

### Puccini e le donne

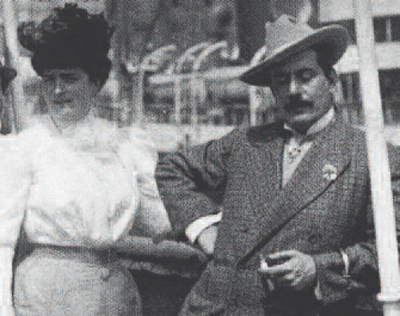
Puccini con la moglie Elvira Bonturi.

Si è discusso molto sul rapporto tra Puccini e l'universo femminile, sia con riferimento ai personaggi delle sue opere, sia in rapporto alle donne incontrate nella sua vita. Frequente e ormai leggendaria è l'immagine di Puccini come impenitente donnaiolo, alimentata da diverse vicende biografiche e dalle stesse sue parole con cui amò definirsi "un potente cacciatore di uccelli selvatici, libretti d'opera e belle donne". In realtà Puccini non fu il classico dongiovanni: il suo temperamento era cordiale ma timido, solitario e la sua natura ipersensibile lo portava a non vivere con troppa leggerezza i rapporti con le donne. Era stato d'altronde circondato da figure femminili sin da bambino, cresciuto dalla madre e con cinque sorelle (senza contare Macrina, morta piccolissima) e un solo fratello più piccolo.
Il suo primo grande amore fu Elvira Bonturi (Lucca, 13 giugno 1860 - Milano, 9 luglio 1930), moglie del commerciante lucchese Narciso Gemignani, dal quale aveva avuto due figli, Fosca e Renato. La fuga d'amore di Giacomo ed Elvira, nel 1886, fece scandalo a Lucca. I due si trasferirono al Nord insieme con Fosca ed ebbero un figlio, Antonio (Monza, 23 dicembre 1886 - Viareggio, 21 febbraio 1946). Si sposarono solo il 3 febbraio 1904, dopo la morte di Gemignani.
Secondo Giampaolo Rugarli (autore del volume La divina Elvira, edito da Marsilio) tutte le protagoniste delle opere pucciniane si riassumono e si rispecchiano sempre e solo nella moglie, Elvira Bonturi, che sarebbe stata l'unica figura femminile capace di dargli ispirazione, nonostante il suo difficile carattere e l'incomprensione che nutriva verso l'estro del compositore ("Tu metti dello scherno quando si pronuncia la parola arte. È questo che mi ha sempre offeso e che mi offende", da una lettera scritta alla moglie nel 1915). Comunque sia, Puccini ebbe verso Elvira un rapporto ambivalente: da una parte la tradì ben presto, cercando relazioni con donne di diverso temperamento, dall'altro rimase legato a lei, nonostante le crisi violente e il suo carattere drammatico e possessivo, fino alla fine. Tra le nobildonne italiane merita una osservazione il rapporto tra il maestro e la contessa Laurentina Castracane degli Antelminelli, ultima discendente di Castruccio che a Lucca fondò la prima signoria italiana. La contessa Laurentina, affascinante nobildonna, assecondò il carattere passionale ma schivo di Puccini, e gli fu vicino quando venne ricoverato in ospedale dopo un incidente in macchina nel 1902. Questa liason è da considerarsi una delle più importanti della sua vita. Entrambi curarono che la cosa fosse la più segreta possibile, data la posizione sociale di entrambi e perché da questo traevano ulteriore reciproca passione.
Una delle sue prime amanti fu una giovanissima torinese, tale Corinna Maggia (definitivamente e con certezza identificata nel 2023 grazie a studi nell'archivio epistolare di Puccini), conosciuta nel 1900, pare sul treno Milano-Torino, che Puccini aveva preso per assistere alla prima rappresentazione di Tosca al Regio di Torino, dopo l'esordio romano. Per un caso Elvira venne a sapere degli incontri di Giacomo con questa donna. Dello scandalo che nacque si lamentò anche il suo editore-padre, Giulio Ricordi, che scrisse a Puccini una lettera di fuoco invitandolo a concentrarsi sull'attività artistica. La relazione con «Cori» - come la chiamava il musicista - durò fino all'incidente automobilistico che coinvolse il maestro il 25 febbraio 1903, la cui lunga convalescenza gli impedì di incontrare l'amante. L'identità di questa ragazza era stata precedentemente erroneamente indicata dallo scrittore tedesco Helmut Krausser: si sarebbe trattato, secondo lo scrittore, della sarta torinese Maria Anna Coriasco (1882-1961) e "Corinna" avrebbe dovuto essere l'anagramma di parte del suo nome: Maria Anna Coriasco. Ancora prima Massimo Mila l'aveva identificata con una compagna di scuola di sua madre, una studentessa di magistero a Torino.

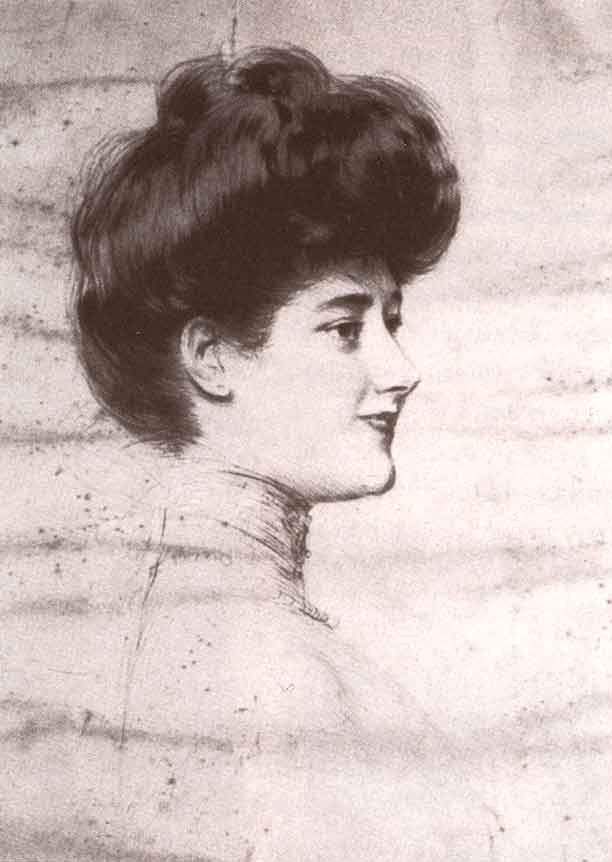
Ritratto di Sybil Beddington, grande amica di Puccini.

All'ottobre 1904 risale l'incontro con Sybil Beddington, sposata Seligman (23 febbraio 1868 - 9 gennaio 1936), una signora londinese, ebrea, allieva di musica e canto di Francesco Paolo Tosti, con la quale sembra che ebbe inizialmente una storia d'amore che si convertì poi in una solida e profonda amicizia, cementata dal britannico equilibrio della signora. Tant'è che nell'estate 1906 e 1907 i coniugi Seligman furono ospitati a Boscolungo Abetone da Giacomo ed Elvira. Comunque, l'esatta natura della relazione tra i due, almeno nei primi tempi, è stata oggetto di dibattito.
Nell'estate del 1911, a Viareggio, Puccini conobbe la baronessa Josephine von Stengel (nome riportato spesso, erroneamente, con la grafia Stängel), di Monaco di Baviera, allora trentaduenne e madre di due bambine. L'amore per la baronessa - che nelle lettere Giacomo chiamava «Josy» o «Busci», e dalla quale era chiamato «Giacomucci» - accompagnò in particolare la composizione della Rondine, nella quale Giorgio Magri vede il riflesso di questa relazione mitteleuropea e aristocratica. La loro storia durò fino al 1915.
L'ultimo amore di Puccini fu Rose Ader, soprano di Odenberg. Un collezionista austriaco possiede 163 lettere inedite che testimoniano questa relazione, della quale sappiamo ben poco. La storia ebbe inizio nella primavera del 1921, quando la Ader cantò Suor Angelica all'Opera di Amburgo, e terminò nell'autunno del 1923. Pensando alla sua voce, Puccini scrisse la parte di Liù, in Turandot.

### Puccini, la caccia e la cucina
Puccini fu un appassionato cacciatore e amava praticare tale attività specialmente al lago di Massaciuccoli, presso il quale sorge Villa Puccini, nel paese di Torre del Lago Puccini.
Grande buongustaio, amava la cucina toscana, in modo particolare la cacciagione e i prodotti del lago, apprezzando piatti come il risotto alla tinca, la folaga e i tordi e i colombacci, come da lui stesso scritto nelle lettere indirizzate a Isola Nencetti Vallini, sua cuoca preferita.

### I figli

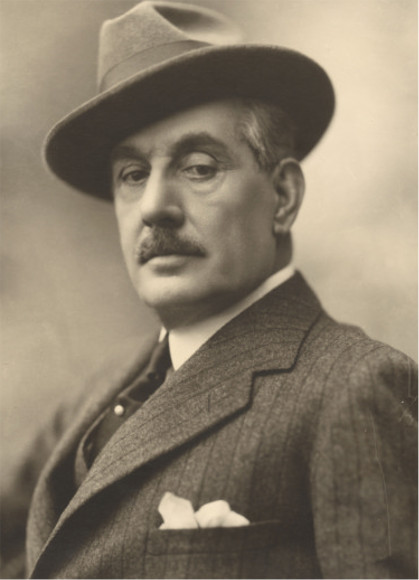
Giacomo Puccini

- Antonio (1886-1946), nato a Monza in corso Milano n. 18[108], unico figlio di Giacomo ed Elvira Bonturi. Dalla moglie Rita Dell'Anna (1904-1979), sposata nel 1933, Antonio non ebbe figli. Ebbe però una figlia naturale, Simonetta Giurumello, nata nel 1929 e morta nel 2017, riconosciuta dal Tribunale e autorizzata quindi a chiamarsi Simonetta Puccini: l'unica erede del Maestro[109] prima che sorgesse la querelle dei discendenti di Giulia Manfredi.[110]
- Fosca Gemignani, sposata Leonardi (1880-1969), amatissima figliastra del Maestro. Fu la madre della famosa stilista Biki (Elvira Leonardi sposata Bouyeure: 1909-1999). Biki prese questo nome d'arte proprio in memoria di Puccini, che da bambina la chiamava Bicchi ("birichina"). In seguito Fosca, rimasta vedova, sposò Mario Crespi (1879-1962), uno degli allora comproprietari del Corriere della Sera.

## Puccini nel cinema e in televisione
Alla vita del compositore lucchese sono stati dedicati film e fiction televisive:
- Puccini (1953), diretto da Carmine Gallone, con Gabriele Ferzetti nel ruolo di Puccini. Si tratta di una versione romanzata della biografia pucciniana.
- Casa Ricordi (1954), ancora diretto da Carmine Gallone, di nuovo con Gabriele Ferzetti nel ruolo di Puccini. Ripercorre la storia romanzata della grande dinastia di editori musicali.
- Il tabarro (1957), sul Programma nazionale in onda il 23 gennaio 1957, Orchestra e Coro di Milano della Radiotelevisione Italiana.[111] Personaggi e interpreti: Carlo Tagliabue (Michele), Mirto Picchi (Luigi), Mario Carlin (il "Tinca"), Eraldo Coda (il "Talpa"), Clara Petrella (Giorgetta), Mafalda Masini (la frugola), Walter Artioli (venditore di canzonette), Elvira Galassi e Dino Rulli (due amanti). Direttore: Oliviero De Fabritiis.
- Puccini (1973), diretto da Sandro Bolchi, con Alberto Lionello nel ruolo di Puccini. Trasmesso dalla RAI, questo sceneggiato nacque invece con l'intento di ricostruire fedelmente la vita del compositore. Un fatto curioso legato a questo lavoro furono le polemiche suscitate a Lucca e a Viareggio dalla pronuncia spiccatamente toscano centrale (ovvero fiorentina), che Lionello utilizzò per dar voce al musicista. Il povero attore si guadagnò in tal modo alcune centinaia di lettere di protesta.
- La famiglia Ricordi (1994), diretto da Mauro Bolognini, con Massimo Ghini nel ruolo di Puccini. Trasmesso anch'esso dalla RAI, ripercorre oltre cent'anni di storia della famiglia di editori musicali Ricordi. Alla figura di Puccini è dedicata l'ultima delle quattro puntate della miniserie.
- Puccini e la fanciulla (2008), regia di Paolo Benvenuti, con Riccardo Moretti nel ruolo di Puccini; narra la vicenda legata al suicidio della giovane cameriera Doria Manfredi e alla relazione di Puccini con Giulia, cugina di Doria.
- Puccini (2009), diretto da Giorgio Capitani, con Alessio Boni nel ruolo di Puccini; anche questa miniserie è stata trasmessa dalla RAI. La sceneggiatura, di fantasia, tiene ben poco conto delle conoscenze storiche e biografiche.

## Omaggi
A Puccini è intitolato il cratere Puccini su Mercurio.
Nel 1896, per celebrare il successo della prima di Bohème, la casa Ricordi commissionò alla Richard-Ginori una serie speciale di piatti murali dedicata ai vari personaggi dell'opera. Un esemplare della serie è esposto, tra altri ricordi, nella Villa Puccini di Torre del Lago.
1996 Uzzano gli dedica ogni anno la Pucciniana, spettacolo collegato al Festival pucciniano di Torre del Lago Puccini. La manifestazione si svolge d'estate nello scenario della piazza di Uzzano Castello, dove per una o più serate vengono rappresentati quadri tratti dalle maggiori opere del maestro.

## Archivio
Lettere e oggetti personali dell'artista sono depositati presso il Museo Casa di Puccini a Celle dei Puccini (LU). Altre lettere sono depositate presso la Biblioteca Forteguerriana di Pistoia. Fogli di musica autografi sono depositati presso la Associazione lucchesi del mondo di Lucca. Descrizione completa della localizzazione delle carte di Puccini è disponibile in SIUSA.

## Composizioni

### Opere liriche
- Le Villi, libretto di Ferdinando Fontana (in 1 atto – prima rappresentazione al Teatro dal Verme di Milano, 31 maggio 1884)
- Edgar, libretto di Ferdinando Fontana (in 4 atti – prima rappresentazione al Teatro alla Scala di Milano, 21 aprile 1889)
- Manon Lescaut, libretto di Luigi Illica, Giuseppe Giacosa, Marco Praga, Domenico Oliva (in 4 atti – prima rappresentazione al Teatro Regio di Torino, 1º febbraio 1893)
- La bohème, libretto di Luigi Illica e Giuseppe Giacosa (in 4 atti – prima rappresentazione al Teatro Regio di Torino, 1º febbraio 1896)
- Tosca, libretto di Luigi Illica e Giuseppe Giacosa (in 3 atti – prima rappresentazione al Teatro Costanzi di Roma, 14 gennaio 1900)
- Madama Butterfly, libretto di Luigi Illica e Giuseppe Giacosa (in 2 atti – prima rappresentazione al Teatro alla Scala di Milano, 17 febbraio 1904)
- La fanciulla del West, libretto di Guelfo Civinini e Carlo Zangarini (in 3 atti – prima rappresentazione al Metropolitan Opera di New York, 10 dicembre 1910)
- La rondine, libretto di Giuseppe Adami (in 3 atti – prima rappresentazione all'Opéra di Monte Carlo, 27 marzo 1917)
- Il Trittico: Il tabarro, libretto di Giuseppe Adami, Suor Angelica, Gianni Schicchi, libretto di Giovacchino Forzano (prima rappresentazione al Metropolitan Opera di New York, 14 dicembre 1918)
- Turandot, libretto di Renato Simoni e Giuseppe Adami (in 3 atti – incompiuta alla morte di Puccini, completata da Franco Alfano: prima rappresentazione al Teatro alla Scala di Milano il 25 aprile 1926 e diretta da Arturo Toscanini)

### Altre composizioni celebri
- Inno a Roma, Canto dedicato alla città di Roma composto nel 1918-1919, su testo di Fausto Salvatori (prima esecuzione allo Stadio Nazionale di Roma il 1º giugno 1919)

### Studi generali
- Arnaldo Fraccaroli, Giacomo Puccini in casa e nel teatro, Milano, Società Editrice La Grande Attualità, 1911, ISBN non esistente.
- Arnaldo Fraccaroli, La vita di Giacomo Puccini, Milano, G. Ricordi & C., 1925.
- Arnaldo Fraccaroli, Giacomo Puccini si confida e racconta, Milano, G. Ricordi & C., 1957, ISBN non esistente.
- Mosco Carner, Puccini. Biografia critica, Milano, Il Saggiatore, 1961, ISBN non esistente.
- Antonino Titone, Vissi d'arte. Puccini e il disfacimento del melodramma, Milano, Feltrinelli, 1972, ISBN non esistente.
- Enzo Siciliano, Puccini, Milano, Rizzoli, 1976, ISBN non esistente.
- Claudio Casini, Puccini, Torino, Utet, 1978, ISBN non esistente.
- Giorgio Magri, L'uomo Puccini, Milano, Mursia, 1992, ISBN 88-425-1263-X.
- Michele Girardi, Giacomo Puccini. L'arte internazionale di un musicista italiano, Venezia, Marsilio, 1995, ISBN 88-317-5818-7.
- Michele Girardi, Giacomo Puccini.Tra fin de siècle e modernità, Milano, ilSaggiatore, 2024, ISBN 9788842834502.
- Luigi Ricci, Puccini interprete di se stesso, Milano, Ricordi, 2003  [1954], ISBN 88-7592-725-1.
- Julian Budden, Puccini, traduzione di Gabriella Biagi Ravenni, Roma, Carocci Editore, 2005, ISBN 88-430-3522-3.
- Eduardo Rescigno, Dizionario Pucciniano, San Giuliano Milanese, Ricordi/BMG Publications, 2004, ISBN 88-7592-767-7.
- Mario Fedrigo, Puccini per amico, Bologna, Costa editore, 2007, ISBN 978-88-6799-327-7.
- Alberto Cantù, L'universo di Puccini da Le Villi a Turandot, con un contributo di Alfredo Mandelli, introduzione di Simonetta Puccini, Varese, Zecchini Editore, 2008, ISBN 978-88-87203-59-2.
- Dieter Schickling, Giacomo Puccini. La vita e l'arte, Pisa, Felici Editore, 2008, ISBN 978-88-6019-219-6.
- Emiliano Sarti, Giacomo Puccini. Vita e opere, Lucca, Maria Pacini Fazzi, 2008, ISBN 978-88-7246-854-8.
- Michele Bianchi, La poetica di Giacomo Puccini. Sull'arte e nell'arte di un drammaturgo, Edizioni ETS, 2001, ISBN 88-467-0379-0.
- Marco Targa, Puccini e la Giovane Scuola. Drammaturgia musicale dell'opera italiana di fine Ottocento, Torino-Bologna, De Sono-Albisani, 2012.
- Oriano De Ranieri, La religiosità in Puccini. La fede nelle opere del Maestro, Varese, Zecchini Editore, 2013, ISBN 978-88-6540-026-5.
- Vincenzo Ramón Bisogni, Giacomo Puccini. Bello e... possibile. Tradizione, modernità e futuro della Musica, Varese, Zecchini Editore, 2014, ISBN 978-88-6540-109-5.
- Alberto Cantù, L'universo di Puccini da Le Villi a Turandot, Varese, Zecchini Editore, 2016, ISBN 978-88-6540-157-6.
- Pietro Acquafredda, Giacomo Puccini. Sonatore del Regno, Clichy, 2016, ISBN 978-88-6799-327-7.
- Paolo Petronio, Le Opere di Giacomo Puccini. Una personalissima escursione, pp. XIV+250, Varese, 2022, Zecchini Editore, ISBN 978-88-6540-382-2

### Cataloghi critici
- (EN) Dieter Schickling, Giacomo Puccini – Catalogue of the Works, Bärenreiter, 2003, ISBN 3-7618-1582-4.

### Atti di convegno e miscellanee di studi
- Giacomo Puccini. L'uomo, il musicista, il panorama europeo, Atti del Convegno internazionale di studi su Giacomo Puccini nel 70º anniversario della morte (Lucca, 25-29 novembre 1994), a cura di Gabriella Biagi Ravenni e Carolyn Gianturco, Lucca, LIM, 1997. ISBN 88-7096-166-4
- AA. VV., Puccini, a cura di Virgilio Bernardoni, Bologna, Il Mulino, 1996. ISBN 88-15-05632-7
- Emanuele Jannnibelli, Zurich University of the Arts Faculty Memberː "Gli enigmi sono tre ma uno è il mistero!", Stäfa (CH) in “Academia.edu”, dicembre 2022

### Carteggi
- Giacomo Puccini. Epistolario, a cura di Giuseppe Adami, Milano, Mondadori, 1928 (rist. 1982)
- Carteggi Pucciniani, a cura di Eugenio Gara, Milano, Ricordi, 1958. ISBN 88-7592-134-2
- Arnaldo Marchetti (a cura di), Puccini com'era, Milano, Edizioni Curci, 1973.
- Giacomo Puccini. Lettere a Riccardo Schnabl, a cura di Simonetta Puccini, Milano, Emme Edizioni, 1981.
- Lettere di Ferdinando Fontana a Giacomo Puccini, a cura di Simonetta Puccini e Michael Elphinstone, in "Quaderni Pucciniani", n. 4 (1992).